# Energiewende in Deutschland

Bruttostromerzeugung ab 1990 aus erneuerbaren Energien (EE) in Deutschland. Die EE hatten 2020 einen Anteil von 44,3 % an der gesamten Bruttostromerzeugung von 568,1 TWh. Im Jahr 1990 waren es noch 3,6 %. (Daten der Grafik: Arbeitsgruppe Erneuerbare Energien-Statistik. Daten der Beschreibung: AG Energiebilanzen)

Entwicklung der CO₂-Emissionen in Deutschland

Die Energiewende in Deutschland beschreibt die Bemühungen zur Transformation des bestehenden fossil-nuklearen Energiesystems hin zu einem nachhaltigen Energiesystem auf Basis erneuerbarer Energien in Deutschland. Die Herangehensweise in Deutschland unterscheidet sich insofern von der Energiewende in vielen anderen Staaten, als dass sie ihre Ursprünge in den 1970er und 1980er Jahren im Widerstand gegen die Nutzung der Kernenergie hatte, und Klimaschutz erst in den 1990er Jahren als zentrales Motiv dazu kam. Entsprechend wurde der massive Zubau von Erneuerbaren Energien seit etwa 2000 auch dafür genutzt, Kernkraftwerke abzuschalten, und hat nicht nur fossile Stromerzeugung reduziert.

## Motivation und Hintergrund
Als Energiewende wird in Deutschland der Übergang von der nicht-nachhaltigen Nutzung von fossilen Energieträgern sowie der Kernenergie zu einer nachhaltigen Energieversorgung mittels erneuerbarer Energien bezeichnet. Ziel der Energiewende ist es, den gesamten deutschen Energiebedarf mit erneuerbaren Energien zu erzeugen. Von besonderer Bedeutung ist angesichts der maßgeblich vom Menschen verursachten globalen Erwärmung heutzutage die Dekarbonisierung der Energiewirtschaft durch Ende der Nutzung von fossilen Energieträgern wie Erdöl, Kohle und Erdgas. Ebenso stellen die Endlichkeit der fossilen Energieträger sowie die Gefahren der Kernenergie wichtige Gründe für die Energiewende dar. Die Lösung des globalen Energieproblems gilt als zentrale Herausforderung des 21. Jahrhunderts.
Nach dem russischen Überfall auf die Ukraine im Jahr 2022 schrieb die deutsche Wirtschaftswissenschaftlerin Claudia Kemfert, dass die Energie- und Verkehrswende nicht nur unabhängig von fossilen Preisschocks mache, sondern auch friedensstiftend wirke.
Es wird angenommen, dass die Energiewende zukünftig wesentlich zur Senkung der Luftverschmutzung beiträgt. Da Maßnahmen zur Eindämmung der globalen Erwärmung häufig auch die Luftverschmutzung reduzieren, ist die Verbesserung der Luftqualität ein wichtiger positiver Nebenaspekt von Klimaschutzmaßnahmen. Zum Teil lohnen sich Klimaschutzmaßnahmen alleine schon durch die volkswirtschaftlichen Wohlfahrtsgewinne reduzierter Luftverschmutzung.
Die Energiewende umfasst alle drei Sektoren Strom, Wärme und Mobilität, ferner auch die perspektivische Abkehr von den fossilen Rohstoffen bei deren stofflicher Nutzung etwa in der Kunststoff- oder Düngerproduktion. Ein mit der Energiewende verbundener Kohleausstieg und Ölausstieg muss auch bedeuten, dass wesentliche Mengen der vorhandenen Energieträger im Boden verbleiben müssen. Kernelemente der Wende sind der Ausbau der erneuerbaren Energien, die Steigerung der Energieeffizienz sowie die Realisierung von Energieeinsparmaßnahmen. Zu den erneuerbaren Energien zählen Windenergie, Sonnenenergie (Solarthermie, Photovoltaik), Meeresenergie, Bioenergie, Wasserkraft und Erdwärme. Darüber hinaus kommt der Elektrifizierung des Wärmesektors und des Verkehrswesens mittels Wärmepumpen und Elektromobilität eine wichtige Rolle zu.
Der Übergang weg von konventionellen Brennstoffen und hin zu erneuerbaren Energien ist in vielen Staaten der Welt im Gang. Sowohl die Konzepte als auch die dafür erforderlichen Technologien sind bekannt. Aus rein technischer Sicht wäre eine vollständige weltweite Energiewende bis ca. 2030 möglich gewesen, u. a. politische und praktische Probleme lassen jedoch erst eine Umsetzung bis 2050 möglich erscheinen, wobei das Fehlen politischen Willens als größte Hürde erachtet wird. Sowohl auf globaler Ebene als auch für Deutschland kamen Studien zu dem Ergebnis, dass die Energiekosten in einem regenerativen Energiesystem auf gleichem Niveau wie in einem konventionellen fossil-nuklearen Energiesystem liegen würden.
Die öffentliche Diskussion reduziert den Begriff der Energiewende häufig auf den Stromsektor, welcher in Deutschland bisher nur rund 20 % des Energieverbrauchs umfasst. Ebenso wird in der politischen und öffentlichen Debatte oft nicht beachtet, dass mit Energieeinsparung neben erneuerbaren Energien und Effizienz als technischen Strategien darauf verwiesen wird, dass zu einer gelingenden Energiewende auch Verhaltensänderungen im Sinne von Energiesuffizienz, also mehr Genügsamkeit gehören könnten.

## Zielsetzung

Entwicklung des Primärenergieverbrauchs nach Energieträgern

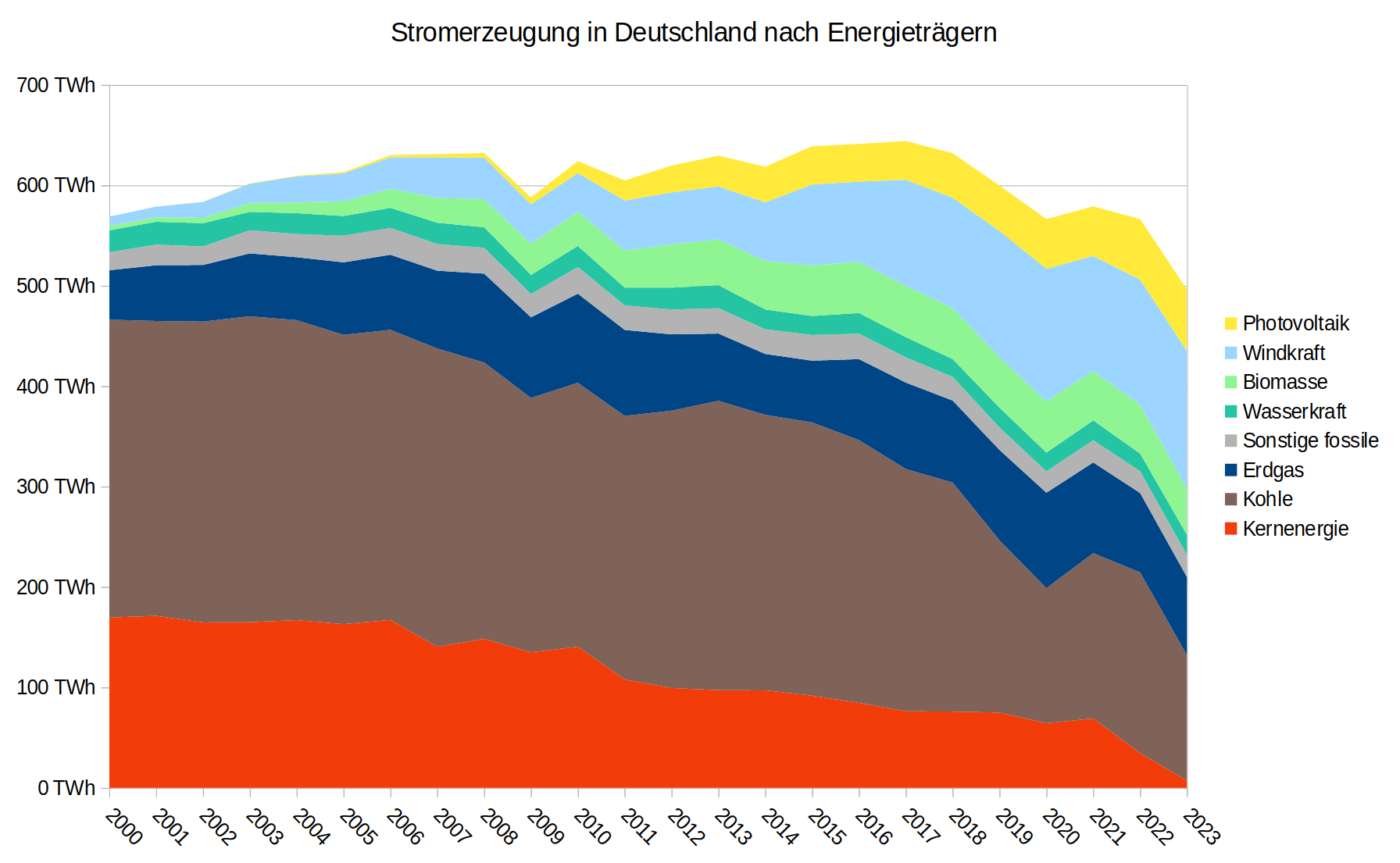
Stromerzeugung in Deutschland nach Energieträger zwischen 2000 und 2022

Ziel der Energiewende in Deutschland ist es, bis 2050 den Anteil der erneuerbaren Energien am Stromverbrauch auf 80 % zu steigern, den Primärenergieverbrauch im selben Zeitraum verglichen mit dem Jahr 2008 um 50 % zu senken und den Treibhausgasausstoß in Einklang mit den EU-Zielen um 80 bis 95 % verglichen mit dem Jahr 1990 zu reduzieren. Insgesamt sollen im Jahr 2050 mindestens 60 % des Energieverbrauchs durch erneuerbare Energien gedeckt werden. Festgelegt wurden diese Ziele 2010 noch vor der Nuklearkatastrophe in Fukushima, die zu der Rücknahme der kurz zuvor beschlossenen Laufzeitverlängerung führte.
Weitere Ziele sind der vollständige Atomausstieg bis zum Jahr 2022, die Steigerung der Energieeffizienz zur rationelleren Nutzung von Primärenergieträgern, eine größere Unabhängigkeit von Energieimporten wie Erdöl und Erdgas und eine Stärkung des Wirtschaftsstandorts Deutschland durch Innovationen im Energiesektor. Mit der Novelle des Erneuerbare-Energien-Gesetzes (EEG) 2014 wurden die Zwischenziele angepasst. Bis 2025 soll der regenerative Anteil am Strommix auf 40 bis 45 % gesteigert werden und im Jahr 2035 dann 55 bis 60 % betragen.
Der Ausbau der erneuerbaren Energien begann 1990 mit der Einführung des Stromeinspeisungsgesetzes und nahm im Jahr 2000 mit dem unter der Rot-Grünen Regierung beschlossenen Erneuerbare-Energien-Gesetz deutlich Fahrt auf. Im gleichen Jahr wurde auch der Ausstieg aus der Kernenergie vereinbart. Auch politisch ergab sich eine bedeutsame Wahrnehmungsverschiebung: Waren erneuerbare Energien zuvor als Ergänzung des bestehenden Kraftwerksparks gehandelt worden, wurden sie fortan unter der neuen Regierung als Alternative gesehen, die langfristig das bestehende Energiesystem ablösen sollte.
Um bei der Begrenzung der globalen Erwärmung das Zwei-Grad-Ziel nicht zu verfehlen und damit unkalkulierbare Klimafolgen zu riskieren, ist dem Wissenschaftlichen Beirat der Bundesregierung Globale Umweltveränderungen zufolge eine komplett kohlendioxidfreie Energieversorgung für den Zeitraum 2040 bis 2050 anzustreben. Dieses Ziel wird für Deutschland durchaus als erreichbar angesehen, wenn die Ausbaugeschwindigkeit bei den regenerativen Energien gesteigert wird. Um die im Übereinkommen von Paris international vereinbarten Klimaschutzziele zu erfüllen, müsste Deutschland die Energiewende bis ca. 2040 vollständig abschließen und zu diesem Zeitpunkt bei 100 % erneuerbaren Energien im Strom-, Wärme- und Verkehrssektor ankommen. Hierfür wäre neben einer Elektrifizierung des Wärme- und Verkehrssektors eine deutliche Steigerung der bisherigen Ausbaugeschwindigkeit der erneuerbaren Energien auf einen Nettozubau von ca. 15 GW Photovoltaik und 9 GW Windenergie pro Jahr notwendig.
Potential und Geschwindigkeit des Ausbaus der erneuerbaren Energien werden unterschiedlich eingestuft. Im Rückblick betrachtet wurden in den während der letzten Jahrzehnte gemachten Prognosen und Szenarien die Potentiale der erneuerbaren Energien zumeist unterschätzt, oft sogar in erheblichem Ausmaß. Neben Kritikern der Energiewende unterschätzten häufig auch Befürworter das Wachstum der erneuerbaren Energien.
Seit 2012 legt die Bundesnetzagentur regelmäßig Monitoring-Berichte zur Energiewende vor. Zu diesen Berichten veröffentlicht eine entsprechende Expertenkommission jeweils eine umfangreiche Stellungnahme.

## Geschichte

### Die Ursprünge: 1970er Jahre bis 1990

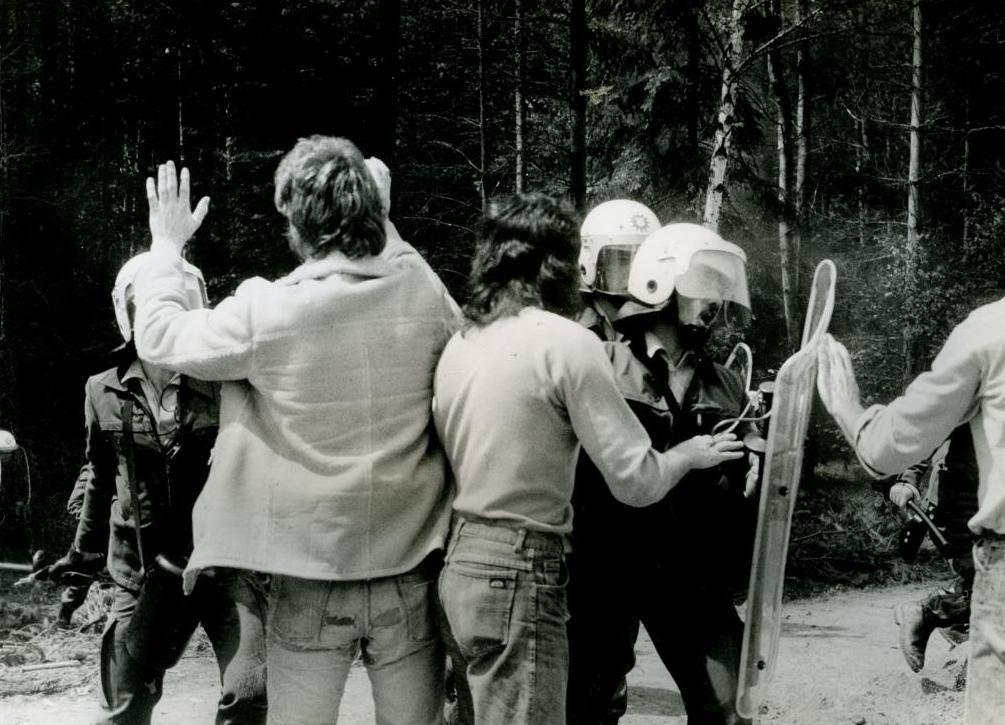
Proteste gegen die Wiederaufbereitungsanlage Wackersdorf

Die Ursprünge der Energiewende im heutigen Sinne liegen in den 1970er Jahren. Durch Ölkrise, Debatten über die Kernenergie sowie die Umweltdiskussion kam es binnen weniger Jahre in vielen Staaten weltweit zu gravierenden Veränderungen in Energiepolitik und Energiewirtschaft. Mit den Ölkrisen gewann das Kriterium der Versorgungssicherheit in Deutschland zunehmend an Bedeutung und wurde neben der Wirtschaftlichkeit entscheidendes Ziel der Energiepolitik, mit der Debatte über die Kernenergie rückten ab Mitte der 70er Jahre auch Sozialverträglichkeit und Akzeptanz in den Vordergrund. Diese Debatte, die ihre Initialzündung im Protest gegen das Kernkraftwerk Wyhl hatte, entwickelte sich zu einer breiten Protestbewegung, der Anti-Atomkraft-Bewegung; beim Bau von Kernkraftwerken kam es zu schweren Auseinandersetzungen. Eine geplante Wiederaufbereitungsanlage in Gorleben wurde 1979 für „politisch nicht durchsetzbar“ erklärt, Anfang der 1980er Jahre scheiterte eine weitere Wiederaufbereitungsanlage in Wackersdorf. Mit der Stilllegung des Kernkraftwerks Kalkar, eines schnellen Brüters, war zudem das Konzept des unendlichen Brennstoffkreislaufes gescheitert, das die Entwicklung der Kernenergie seit den 1950er Jahren als Utopie angetrieben hatte.
Ab Mitte der 1970er Jahre gab es Versuche, einen friedlichen Dialog zwischen Atomindustrie und Bürgern herzustellen. 1980 wurde von der Enquete-Kommission Zukünftige Kernenergie-Politik ein erster Bericht mit Pfaden bis ins Jahr 2030 vorgelegt. Ziel war ein Kompromiss zwischen Atomkraftbefürwortern und Gegnern in der Energiepolitik. Unter anderem forderte diese Kommission, dass Energiesysteme, wenn sie sozialverträglich sein sollen, zukünftig auf einem breiten politischen Konsens basieren müssen. Letztendlich scheiterte dieser Kompromiss jedoch; während neue Kernkraftwerksprojekte fertiggestellt wurden, blieben Maßnahmen zur Senkung des Energieverbrauchs nahezu ohne Ergebnis. Die in dieser Kommission debattierten vier möglichen Zukunftspfade unterschieden sich dabei erheblich: Die Energiewirtschaft favorisierte einen Pfad, der es für notwendig hielt, in Deutschland bis 2030 Kernkraftwerke mit einer Leistung von 165 GW zu bauen, von denen die Hälfte Schnelle Brüter sein sollten. Dieser Pfad sah insgesamt einen Anstieg des Primärenergieverbrauchs auf 800 Mio. Tonnen Steinkohleeinheiten vor. Ein anderer Pfad sah einen Atomausstieg sowie eine Reduktion des Primärenergieverbrauchs auf 310 Mio. Tonnen SKE vor. Obwohl damals stark von etablierten Kräften kritisiert und als „extrem“ eingestuft, weil er die damals nicht für möglich gehaltene Entkopplung von Wirtschaftswachstum und Energieverbrauch postulierte, kam dieser damals als Minderheitsvotum betrachtete Pfad der realen Entwicklung schließlich recht nahe. Im gleichen Jahr erschien unter dem Titel Energie-Wende. Wachstum und Wohlstand ohne Erdöl und Uran eine von Wissenschaftlern des Öko-Instituts erarbeitete Publikation über alternative Energieszenarion, wobei besonderen Wert auf die Energieeinsparung gelegt wurde.

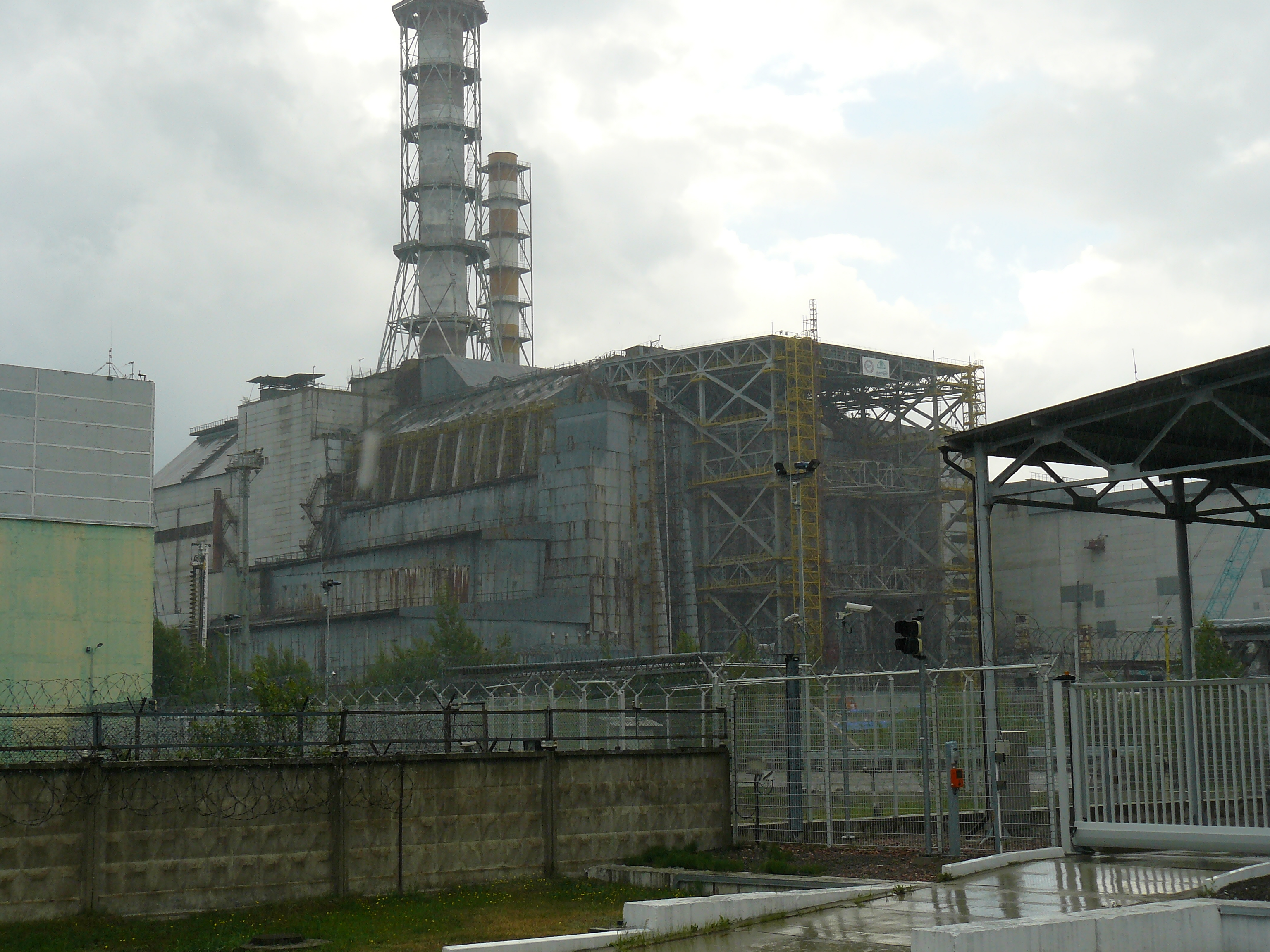
Der Sarkophag des zerstörten Reaktors des Kernkraftwerkes Tschernobyl

1983 zogen die Grünen in den Bundestag ein und forderten einen „Sofortausstieg“ aus der Kernenergienutzung binnen des laufenden Jahres. Nach der Nuklearkatastrophe von Tschernobyl 1986 schlossen sich auch SPD und Gewerkschaften der Forderung nach einem Atomausstieg an, wobei die SPD sich im Gegensatz zu den Grünen auf einen Atomausstieg nach 10 Jahren festlegte. Ebenfalls als Reaktion auf Tschernobyl rief die schwarz-gelbe Regierungskoalition das Bundesministerium für Umwelt, Naturschutz und Reaktorsicherheit ins Leben und gaben bei den Forschungsinstituten RWI und IÖW Studien in Auftrag, die verschiedene Atomausstiegsszenarien sowie deren Folgen ausloten sollten. Beide Gutachten kamen zu dem Ergebnis, dass ein Ausstieg „technisch machbar, ökologisch unbedenklich und wirtschaftlich vertretbar“ sei. Der im gleichen Jahr vorgelegte Energiebericht der Bundesregierung hielt fest, dass der langjährige Konsens zwischen Bund und Ländern nun gefährdet sei. Von Gegner der Kernenergie würde nicht nur ein Atomausstieg, sondern eine grundsätzlich neue Energiepolitik gefordert. Während es von einigen SPD-regierten Ländern eine Reihe von Versuche gab, Kernkraftwerke stillzulegen, behielt die konservativ-liberale Bundesregierung jedoch ihren kernenergiefreundlichen Kurs bei.
Obwohl die Regierung grundsätzlich stark pro-nuklear eingestellt war, wurden während der Kanzlerschaft von Helmut Kohl mehrere Kernkraftwerke noch vor Ablauf der Betriebsgenehmigung abgeschaltet: Neben den aus Sicherheitsgründen 1990 stillgelegten fünf Blöcken des ostdeutschen Kernkraftwerks Lubmin sowie einem Block im Kernkraftwerk Rheinsberg handelte es sich dabei auch um mehrere westdeutsche Kraftwerke. 1985 wurde das Kernkraftwerk Kahl nach 25 Betriebsjahren stillgelegt, 1988 das Kernkraftwerk Mülheim-Kärlich nach unter einem Jahr infolge eines Gerichtsurteils aufgrund der Erdbebengefährdung dieses Kraftwerks. 1989 wurde das Kernkraftwerk THTR-300 aufgrund technischer und wirtschaftlicher Probleme stillgelegt. 1994 ging schließlich das Kernkraftwerk Würgassen vom Netz. Dazu wurden mehrere Kernkraftwerksprojekte noch während der Planungsphase oder nach Baubeginn aufgegeben.

### Die 1990er Jahre: Stromeinspeisungsgesetz und Konsensgespräche

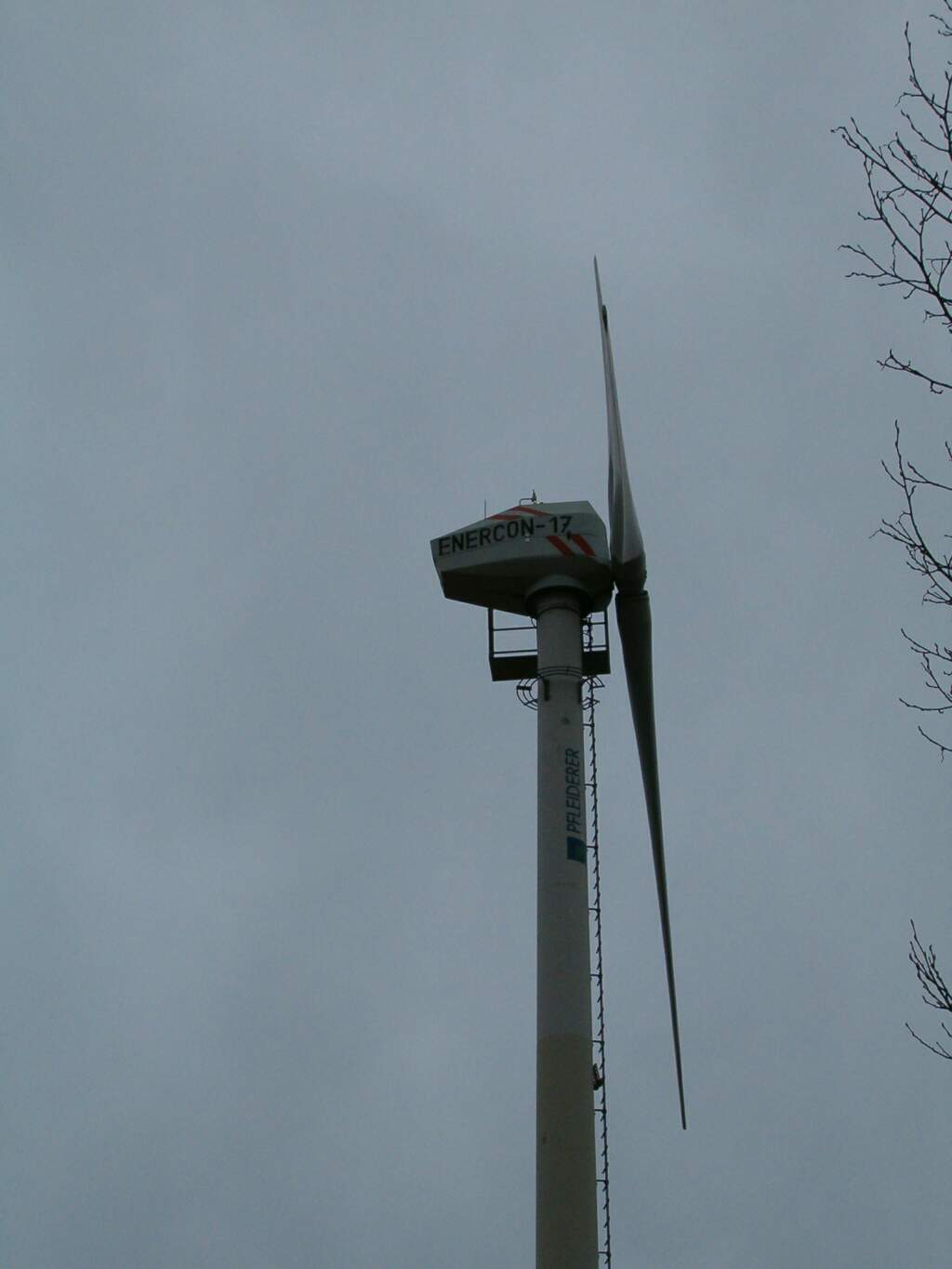
Windkraftanlage in Aurich (Inbetriebnahme um 1990)

Ein sehr wichtiger Schritt für die Energiewende war 1990 der Beschluss des Stromeinspeisungsgesetzes, das von den beiden Politikern Matthias Engelsberger (CSU) und Wolfgang Daniels (Grüne) in den Bundestag eingebracht wurde und mit breiter Mehrheit (CDU/CSU, SPD, Grüne gegen FDP) angenommen wurde. Es trat zum 1. Januar 1991 in Kraft. Auch wenn dieses Gesetz langfristig eine enorme Bedeutung entfalten sollte, handelte es sich nicht um die ersten Förderungen für die Erforschung bzw. den Ausbau von regenerativen Energien in Deutschland; tatsächlich war bereits 1974 ein Rahmenprogramm zur Energieforschung, das auch die Erforschung erneuerbarer Energien beinhaltete, aufgelegt worden. In den 1970er Jahren wurde jedoch in den meisten Staaten unter Energieforschung maßgeblich die Erforschung der Kernenergie verstanden; noch 1979 flossen in Deutschland rund 65 % der Ausgaben zur Energieforschung in die Kernspaltung bzw. -fusion, während erneuerbare Energien nur 4,4 % der Forschungsgelder erhielten. Nachdem zunächst vor allem Großforschung dominiert hatte, was sich unter anderem im Scheitern des Growian-Projektes äußerte, verschob sich die Energieforschung in der zweiten Hälfte der 1980er Jahre hin zu kleineren Windkraftprojekten, 1989 wurde ein 100-MW-Programm für Windkraftanlagen aufgelegt.
Entscheidend beim Stromeinspeisungsgesetz war, dass Energieversorgungsunternehmen erstmals gesetzlich verpflichtet wurden, Strom aus regenerativen Quellen abzunehmen und zu vergüten. Zwar waren auch zuvor bereits erneuerbare Energien lokal ausgebaut worden, bis zum Inkrafttreten des Gesetzes stand es den Elektrizitätsversorgungsunternehmen jedoch frei, die Stromeinspeisung in ihr Netz zu verweigern. Zudem wurde die Windenergie bis zu diesem Zeitpunkt lediglich als Brennstoffeinsparer wahrgenommen, sodass der Preis für die Stromerzeugung sich lediglich an den vermiedenen Kosten der Energieunternehmen orientierte, wodurch die tatsächlich gezahlten Vergütungen häufig vergleichsweise niedrig waren. Das Stromeinspeisungsgesetz hingegen gewährte den Einspeisern nun eine Vergütung in Höhe von mindestens 90 % der durchschnittlichen Kosten von Privatkunden und gewährte zugleich einen gesetzlichen Rechtsanspruch auf die Einspeisung ins Stromnetz. Dies bedeutete einen grundlegenden Paradigmenwechsel in der Förderung von erneuerbaren Energien, direkte Subventionen wie z. B. das während dieser Zeit ebenfalls aufgelegte 250-MW-Programm wurden anschließend abgebrochen.
Obwohl sehr einfach strukturiert, erzielte das Stromeinspeisungsgesetz eine große Wirkung: Es bildete die Basis für den Ausbau der erneuerbaren Energien in Deutschland, förderte die Dezentralisierung der Energieversorgung, da es nur auf vergleichsweise geringe Leistungen abzielte und trug lange vor der eigentlichen Liberalisierung der Energieversorgung genau zu dieser bei. Dazu schuf es Absatzmärkte für die junge Erneuerbare-Energien-Branche, insbesondere der Windenergiebrache.
Ab Ende der 1980er Jahre war mit dem Klimaschutz ein weiterer wichtiger Faktor der Energiepolitik hinzugekommen. Vor diesem Hintergrund startete die Atomindustrie einen neuen Anlauf einen energiepolitischen Grundkonsens in der deutschen Energiepolitik zu erreichen; eine Idee, die von dem damaligen Wirtschaftsminister Jürgen Möllemann rasch aufgegriffen und weiter propagiert wurde. Diese sogenannten „Konsensgespräche“ markierten in Deutschland den Beginn des Atomausstiegs. Während das Ziel der Energieversorgungsunternehmen hauptsächlich die Vermeidung weiterer Fehlinvestitionen wie in Wackersdorf, Kalkar, Hamm und Mülheim-Kärlich war, bei denen zusammen rund 25 Mrd. Mark an Fehlinvestitionen aufgelaufen waren, zielten das Bundeswirtschaftsministerium wie auch die Atomindustrie auf die Festschreibung der Unverzichtbarkeit der Kernenergienutzung. Die Energieindustrie hingegen war gespalten. RWE und VEBA arbeiteten vor allem darauf hin, dass die SPD den auf dem Nürnberger Parteitag getroffenen Atomausstiegsbeschluss rückgängig machte, ohne dabei bei den Wählern unglaubwürdig zu werden. Dies stieß bei einer Reihe weiterer Energieunternehmen insbesondere aus Süddeutschland, die hohe Kernenergieanteile im Strommix hatten und die Kernenergie als unverzichtbar hielten, auf erheblichen Widerstand. Ziel dieser Unternehmen war, dass die SPD ihre zuvor getroffenen Beschlüsse aufgab; einen Atomausstieg wie auch eine zeitliche Befristung lehnten sie ab. Ende 1992 wandten sich Energiemanager mit einem Brief an den damaligen Bundeskanzler Helmut Kohl, in dem sie die zuvor mit dem niedersächsischen Ministerpräsidenten Gerhard Schröder verhandelten Liste der Sachthemen eines Energiekonsenses darlegten.
Parallel dazu forderte die Energiewirtschaft eine längere Betriebsdauer der Kernkraftwerke. Während Berechnungen des TÜV Rheinland von Laufzeiten von 25 bzw. 30 Jahren ausgingen, gaben die Energieunternehmen nun 36 Jahre an. VEBA-Chef Klaus Piltz legte Anfang 1993 bei der Jahrestagung des Deutschen Atomforums sieben Kriterien eines Atomkonsenses vor; darunter u. a. die Festlegung von Regelnutzungsdauern, die Akzeptanz von großen Kraftwerken sowie die Verarbeitung von Plutonium zu MOX-Brennelementen. Während der Konsensgespräche warnten die Industrieverbände schließlich vor „fatalen Folgen für die ökologische und ökonomische Entwicklung Deutschlands“, eine Formulierung, die später von Wirtschaftsminister Günter Rexrodt aufgegriffen wurde. Rexrodt plädierte für einen Strommix bestehend aus Kernenergie und Kohle, die CSU hingegen zeigte sich nicht bereit, „die sicheren deutschen Kernkraftwerke stillzulegen, um dann Atomstrom aus Frankreich oder Russland zu kaufen“. Anschließend legten sich die Unionsparteien auf einen klaren Kurs pro Kernenergie fest, die sie als „unverzichtbar“ bezeichneten. Von Umweltverbänden wurde hingegen nicht nur ein Atomausstieg, sondern auch eine völlig neue Energiepolitik gefordert. Schließlich scheiterten die Konsensgespräche nach fünf Verhandlungsrunden. Weitere Verhandlungen im Juni 1995 wurden ebenfalls ergebnislos beendet, wenn auch bereits eine starke Übereinstimmung bei einer Reihe von Punkten erzielt wurde.

### Rot-Grüne Regierung (1998–2002, 2002–2005) – Erneuerbare-Energien-Gesetz und Atomausstieg

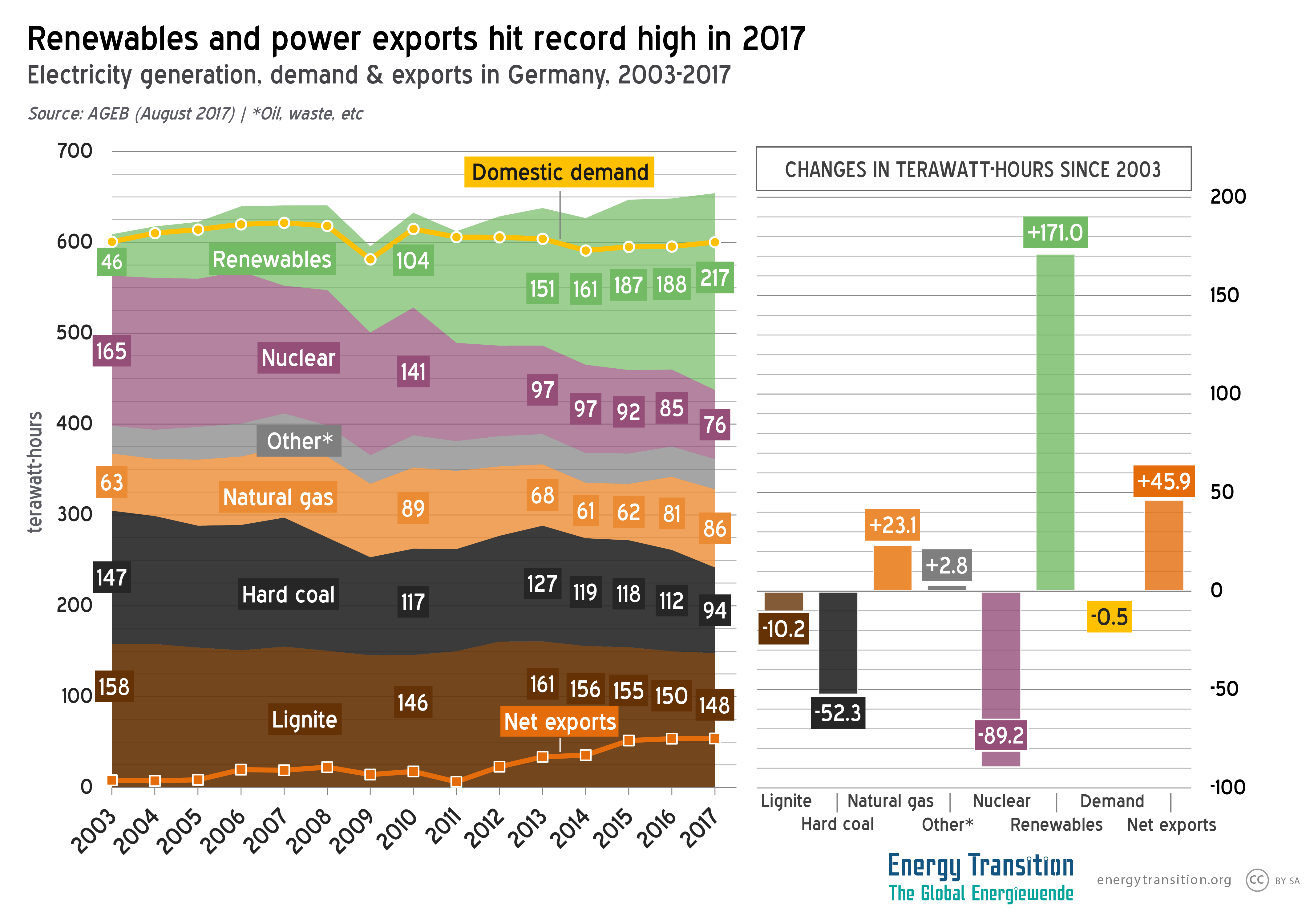
Entwicklung des deutschen Strommixes 2003–2017 nach AG Energiebilanzen

Eine deutliche beschleunigte Dynamik erfuhr die Energiewende während der rot-grünen Bundesregierung (1998–2005, Kabinett Schröder I und Kabinett Schröder II). Im Koalitionsvertrag wurden mit der Einführung der Ökosteuer auf Energieverbräuche, der besseren Förderung Erneuerbarer Energien, dem 100.000-Dächer-Programm und dem gesetzlich vereinbarten Atomausstieg eine Reihe von Kernelementen der Energiewende zunächst vereinbart und schließlich bis zum Jahr 2001 auch in geltendes Recht umgesetzt. Damit einher ging eine starke Veränderung des Strommixes. Der Anteil erneuerbarer Energien stieg von 29 TWh im Jahr 1999 auf 161 TWh im Jahr 2014, während die Stromerzeugung in Kernkraftwerken von 170 im Jahr 2000 auf 97 TWh sank und die Kohlestromerzeugung von 291 auf 265 TWh zurückging. Bis 2017 nahm die Stromerzeugung aus erneuerbaren Energien auf 216 TWh zu; parallel ging die Stromerzeugung aus Kernenergie und Kohle auf 75 bzw. 242 TWh zurück. 2017 war die Braunkohle mit einem Anteil von 22,6 % die bedeutendste Stromquelle. Es folgten Windenergie (16,1 %), Steinkohle (14,4 %), Erdgas (13,1 %), Kernenergie (11,6 %), Bioenergie (7 %), Photovoltaik (6,1 %) sowie weitere erneuerbare oder fossile Quellen.
Zudem fand mit dieser Koalition eine Änderung der Wahrnehmung regenerativer Quellen statt. Während die erneuerbaren Energien unter der zuvor regierenden schwarz-gelben Koalition als „Ergänzung“ zum bestehenden Kraftwerkspark betrachtet wurden, wurden sie von großen Teilen der rot-grünen Koalition als „Alternative“ zum status quo betrachtet, die die fossil-nukleare Energieerzeugung im Laufe des 21. Jahrhunderts ersetzen sollten.

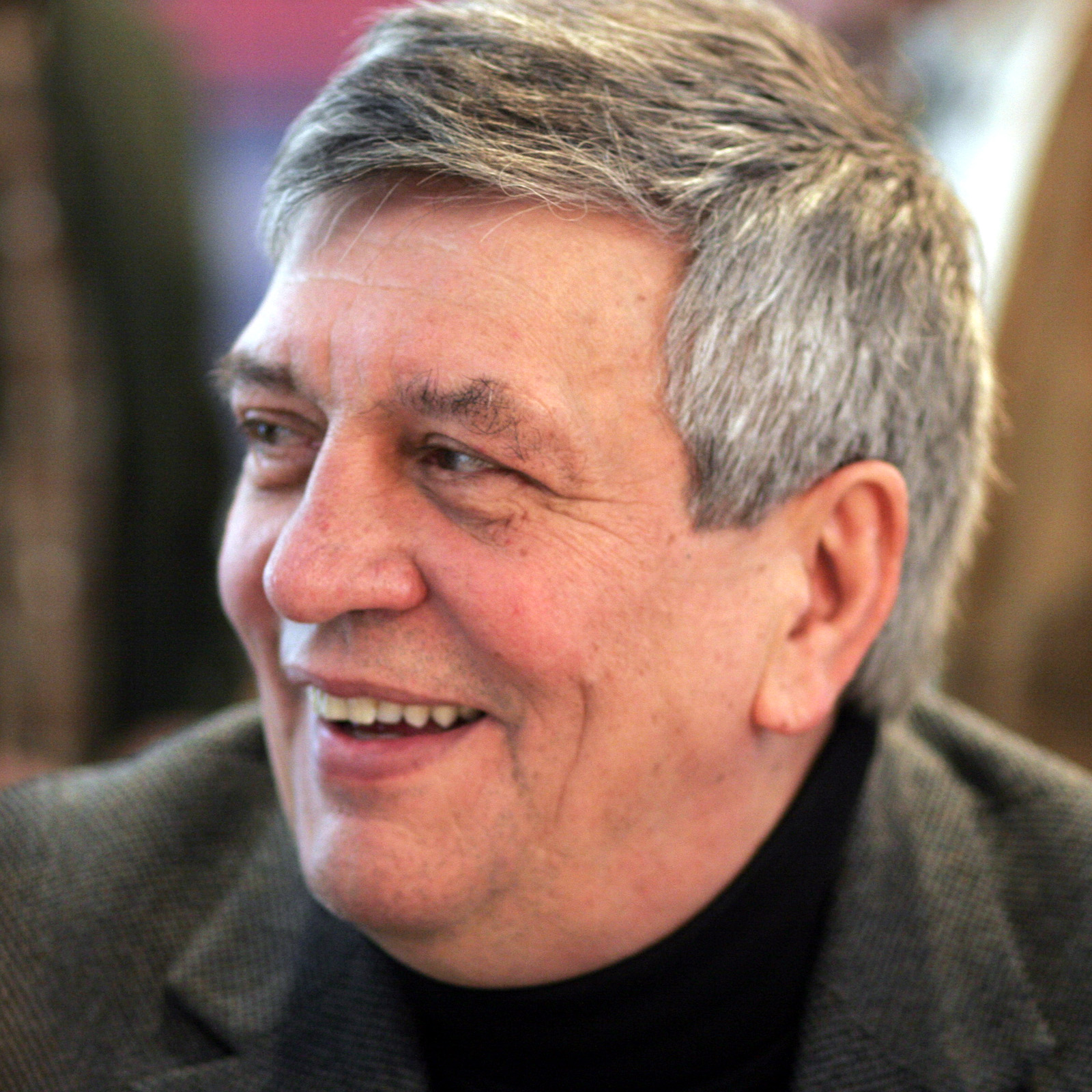
Hermann Scheer, der zusammen mit Hans-Josef Fell als „Vater“ des EEGs gilt

Der erste Schritt, den die neue Koalition ging, war die Verbesserung der Förderbedingungen für erneuerbare Energien. Im Januar 1999 wurde vom Bundeswirtschaftsministerium das 100.000-Dächer-Programm gestartet, das zunächst große bürokratische Hürden für die Förderung vorsah, die aber nach starken Protesten von parlamentarischen Gruppen verringert wurden. Ende 1999 wurde schließlich auch die Überarbeitung des Stromeinspeisungsgesetzes vorbereitet, die jedoch deutlich längere Zeit benötigte. Während sich der zu dieser Zeit zuständige Wirtschaftsminister Werner Müller (parteilos) für eine Quotenregelung aussprach und anschließend die Verabschiedung des Gesetzes zu verzögern versuchte, plädierten parlamentarische Gruppen für die Beibehaltung der Einspeisevergütungen. Zugleich erhielten sie für die Verabschiedung des Gesetzes breite Unterstützung von diversen zivilgesellschaftlichen Akteuren, darunter u. a. Umweltverbände, der Verband Deutscher Maschinen- und Anlagenbau und die IG Metall. Großer Widerstand kam hingehen vom Bundesverband der Deutschen Industrie, während die oppositionellen Parteien CDU/CSU und FDP gespalten waren und nicht geschlossen agieren konnten. Im März 2000 wurde das Erneuerbare-Energien-Gesetz (EEG) schließlich verabschiedet. Eine von der Europäischen Union angestrengte Klage bezüglich Vereinbarkeit mit der EU-Förderbedingungen wurde im Jahr 2002 zurückgezogen.
Im Gegensatz zum Stromeinspeisungsgesetz, in dem das Ziel nur indirekt zu finden ist, wurden im EEG 2000 die Ziele klar umrissen:

„Zweck dieses Gesetzes ist es, insbesondere im Interesse des Klima- und Umweltschutzes eine nachhaltige Entwicklung der Energieversorgung zu ermöglichen, die volkswirtschaftlichen Kosten der Energieversorgung auch durch die Einbeziehung langfristiger externer Effekte zu verringern, fossile Energieressourcen zu schonen und die Weiterentwicklung von Technologien zur Erzeugung von Strom aus erneuerbaren Energien zu fördern.“

Erneut wurden jedoch die Internalisierung Externer Kosten als wichtiges Ziel der Energiepolitik betont. Eine begleitende Erklärung führte u. a. aus, dass die sozialen und ökologischen Folgekosten der konventionellen Energiegewinnung nicht von den Betreibern getragen würden, sondern von der Allgemeinheit, den Steuerzahlern und zukünftigen Generationen und das EEG diese Wettbewerbsnachteil faktisch nur kompensiere.
Waren mit dem Stromeinspeisungsgesetz maßgeblich Windenergie und (Klein)-Wasserkraft gefördert worden, wurden mit dem EEG technologiespezifische Einspeisevergütungen für einzelne Technologien eingeführt. Diese wurden über einen Zeitraum von 20 Jahren gewährt und waren degressiv ausgestaltet, senkten sich also für neue Anlagen von Jahr zu Jahr ab. Während die Windenergie bereits in den 1990er Jahren erfolgreich ausgebaut wurde, ermöglichte das EEG sowie das begleitenden 100.000-Dächer-Programm erstmals auch den wirtschaftlichen Ausbau von Photovoltaikanlagen. Mit der EEG-Novelle 2004 wurden die Ziele des EEGs noch weiter präzisiert, zugleich ging die Zuständigkeit für erneuerbare Energien vom Bundeswirtschaftsministerium unter Wolfgang Clement, das dem EEG eher kritisch gegenüberstand, auf das Bundesumweltministerium über.
Am 14. Juni 2000 wurde schließlich in Verhandlungen der Regierung mit den Kernkraftwerksbetreibern ein zumeist als Atomkonsens bezeichneter zeitlich gestaffelter Atomausstieg ausgehandelt, bei dem beide Seiten tiefgreifende Zugeständnisse machen mussten. Entgegen den von Regierungsparteien SPD und Grünen zuvor vertretenen Zeitrahmen von 10 Jahren bzw. Jahresfrist akzeptierte die Regierung, dass die neuesten Kernkraftwerke noch etwa 20 Jahre laufen durften, während die Betreiber hingegen akzeptierten, dass die ältesten Kraftwerke nur noch relativ geringe Restlaufzeiten zugeteilt bekamen. Kernelement dieses Konsenses war die zeitliche Befristung der Laufzeiten aller vorhanden deutschen Kernkraftwerke mittels sogenannter Reststrommengen, wobei eine Betriebsdauer von 32 Jahren als Bemessungsgrundlage diente. Das letzte Kernkraftwerk sollte nach dieser Regelung circa im Jahr 2020 außer Betrieb gehen; zugleich wurde der Neubau von Kernkraftwerken untersagt. Die Wiederaufarbeitung von Kernbrennstoffen wurde den Kraftwerksbetreibern bis 2005 gestattet, anschließend sollten abgebrannte Brennelemente jedoch direkt endgelagert werden. Die Regierung verpflichtete sich zudem, bei Einhaltung des Atomrechts einen ungestörten Weiterbetrieb der Kraftwerke bis zum Aufbrauchen der Reststrommenge zu gewährleisten. Außerdem beinhaltete der Atomkonsens ein Moratorium für die Erkundung des als Endlager vorgesehenen Salzstocks Gorleben-Rambow, um Fragen des Lagerkonzeptes sowie der Sicherheit der Endlagerung überprüfen zu können. 2002 wurde die Vereinbarung mit der Novelle des Atomgesetzes schließlich in geltendes Recht umgesetzt.
Der Atomkonsens stieß auf unterschiedliches Echo, maßgeblich deshalb, weil keiner Seite der Atomkompromiss weit genug ging. Dennoch führte der Atomkonsens zu einer Befriedung der Atomdebatte. Atomkraftgegner kritisierten die ihrer Ansicht nach zu langen Laufzeiten für die Kernkraftwerke sowie den Bestandsschutz, der weitere sicherheitstechnische Nachrüstungen nur bedingt erforderte, Befürworter der Kernenergie lehnten den Konsens u. a. mit dem Argument der niedrigen CO2-Emissionen ab. Die Oppositionsparteien CDU/CSU und FDP erklärten, dass sie den Atomausstieg bei einem erneuten Regierungswechsel aufheben wollten.

### Großen Koalition (2005–2009) – Weiterführung der Energiewende
Dazu kam es zunächst jedoch nicht. Nachdem bei der Bundestagswahl 2005 weder eine konservativ-liberale noch eine rot-grüne Mehrheit zustande gekommen war, gingen Union und SPD eine Große Koalition unter Führung Angela Merkels ein. Hatten Unionspolitiker zuvor sowohl EEG als auch Atomausstieg stark kritisiert, wurde im Koalitionsvertrag nun festgehalten, dass Union und SPD bei der Kernenergiepolitik unterschiedlicher Auffassungen seien und deswegen der Atomkonsens nicht geändert werden könne. Damit blieb der Atomausstieg bestehen, sodass während der Großen Koalition zwei weitere Kernkraftwerke abgeschaltet wurden. 2003 wurde das Kernkraftwerk Stade kurz vor Ablauf seiner Reststrommenge nach 31 Betriebsjahren aus wirtschaftlichen Motiven stillgelegt, 2005 ging das Kernkraftwerk Obrigheim nach 36 Betriebsjahren vom Netz.
Im Koalitionsvertrag wurden darüber hinaus die zukünftige Erneuerbare-Energien-Politik spezifiziert. Diese seien für die Koalitionspartner ein wichtiges Mittel der Energie- und Klimapolitik und sollten deshalb weiter ausgebaut werden. Angestrebt wurde ein Anteil an der Stromerzeugung von mindestens 12,5 % im Jahr 2010 und mindestens 20 % im Jahr 2020, der Anteil am Gesamtenergieverbrauch sollte auf 4,2 % (2010) und 10 % (2020) steigen. Neben einigen weiteren Maßnahmen, wie der Fortführung von Marktanreizprogrammen im Wärmebereich (aus denen schließlich das Ende 2007 beschlossene Erneuerbare-Energien-Wärmegesetz hervorging), wurde vereinbart, das EEG in seiner Grundstruktur beizubehalten, wobei bereits im Koalitionsvertrag Änderungen angekündigt wurden, die in späteren Novellen durchgeführt wurden. Hierzu zählten z. B. die Umgestaltung der Härtefallregelung für stromintensive Unternehmen, für die bereits im Koalitionsvertrag fest vereinbart wurde, dass ihre wirtschaftliche Belastung durch das EEG auf 0,05 ct/kWh begrenzt werden sollte, sowie die Einführung einer neuen Berechnungsmethode für die EEG-Umlage. Zum 1. Januar 2007 trat eine Regelung in Kraft, die eine Mindestmenge von Biokraftstoff in Benzin, Diesel oder in Form von reinen Biokraftstoffen festlegt.
Darüber hinaus kam es in dieser Zeit zu enormen technischen Fortschritten bei den erneuerbaren Energien, wie sie noch kurz zuvor für unmöglich gehalten wurden. Zugleich wurde mit der rasanten Entwicklung der Elektronik mit intelligenten Netzen gesteuerte dezentrale Energiestrukturen vorstellbar. Auch die Wirtschaftlichkeit und damit die Konkurrenzfähigkeit gegenüber konventionellen Energiewandlungstechniken hatte sich drastisch verbessert. Waren noch wenige Jahre zuvor Meinungen geäußert worden, dass Wind- und Solarenergie in Deutschland „aus naturgesetzlichen Gründen“ nur geringe Anteile des Energiebedarfs decken könnten, wurden diese Prognosen nun von der technischen Weiterentwicklung überholt.

Entwicklung der EEG-Umlage vor (blau) und nach (orange) Inkrafttreten der AusglMechV

Als eine der bedeutendsten Veränderungen erwies sich die Anfang 2010 in Kraft getretene Reform des Ausgleichsmechanismus, die die Vermarktung Erneuerbarer Energien grundlegend neu gestaltete. Warnungen, dass diese Reform infolge der Entpflichtung von Stromnetzbetreiber von der effizienten Vermarktung von EEG-Strom zu drastisch sinkenden Börsenstrompreisen und damit wiederum zu einem starken Anstieg der EEG-Umlage führen würde, wie sie u. a. von Jarass et al. geäußert wurden, wurden ignoriert, erwiesen sich jedoch im Nachhinein als richtig.
Bereits im ersten Jahr nach Inkrafttreten des neuen Ausgleichsmechanismus gingen die Erlöse für Ökostrom trotz höherer Erzeugung von 5,15 Mrd. Euro im Jahr 2009 auf 3,35 Mrd. Euro zurück. Anschließend sanken die Markterlöse der EEG-Anlagen durch den Merit-Order-Effekt weiter ab, sodass sie im ersten Quartal 2014 nur noch bei der Hälfte des Wertes von 2008 lagen. Dadurch stiegen die Differenzkosten zwischen Börsenstrompreis und durchschnittlicher Einspeisevergütung nach EEG deutlich an, wodurch die EEG-Umlage deutlich überproportional stieg. Verlief bis 2009 der Anstieg der Vergütungszahlungen nach EEG und die Entwicklung der EEG-Umlage weitgehend proportional, kam es nach der Reform zu einer starken Auseinanderentwicklung. Während sich die Vergütungszahlungen von 2009 bis 2014 von 10,5 Mrd. Euro auf gut 21 Mrd. Euro verdoppelten, verfünffachte sich die EEG-Umlage im gleichen Zeitraum fast von 1,33 ct/kWh auf 6,24 ct/kWh. Im Gegenzug profitieren große industrielle Verbraucher, die von der EEG-Umlage weitestgehend befreit sind, von den niedrigen Börsenstrompreisen. Die Gesamtsumme aus Börsenpreis plus EEG-Umlage blieb hingegen nahezu konstant.

### Schwarz-Gelbe Regierung (2009–2013) – Laufzeitverlängerung, Fukushima und Zweiter Atomausstieg

#### Laufzeitverlängerung
Eine gravierende Änderung der deutschen Energiepolitik erfolgte im Herbst 2010, als die schwarz-gelbe Bundesregierung eine deutliche Laufzeitverlängerung deutscher Kernkraftwerke beschloss. Diese trat nach Beschluss am 28. Oktober 2010 im Bundestag mit der Novelle des Atomgesetzes schließlich am 14. Dezember 2010 in Kraft. Zuvor war von verschiedenen Seiten starker Druck auf die Regierung ausgeübt worden, der bis zur von manchen Energieversorgern erhobenen Forderung der unbegrenzten Betriebsgenehmigungen reichte. Da jedoch die Akzeptanz der Kernenergie in der Bevölkerung auch weiterhin nicht gegeben war und zugleich die Fortschritte der erneuerbaren Energien offensichtlich waren, wurde ab 2009 der bereits nach der Tschernobyl-Katastrophe geprägte Begriff der „Brückentechnologie“ wieder in die politische Diskussion eingeführt; ein Zeichen, dass auch für große Teile der Regierung die Kernkraftwerke nicht unbegrenzt weitergenutzt werden sollte. Über die Laufzeit herrschte aber Dissens, wobei sich insbesondere der Wirtschaftsflügel der CDU sowie die FDP mitsamt ihrem Wirtschaftsminister Rainer Brüderle für eine sehr umfangreiche Verlängerung einsetzten, während Umweltminister Norbert Röttgen gar keine oder nur eine möglichst geringe Laufzeitverlängerung empfahl. Starker Druck gegen die Laufzeitverlängerung kam jedoch nicht nur von Opposition, Medien und Atomkraftgegnern – auch innerhalb CDU war die Laufzeitverlängerung umstritten. Starken Druck für die längeren Laufzeiten übten hingegen die Energiekonzerne unter Federführung des RWE-Chefs Jürgen Großmann aus, unter anderem mit einer unter dem Namen Energiepolitischer Appell vorgetragenen Anzeigenkampagne in diversen deutschen Zeitungen.
Vereinbart wurde schließlich eine Kompromisslösung, die vorsah, dass einerseits zwar der grundsätzlich Atomausstiegsbeschluss wie auch das Neubauverbot von Kernkraftwerken bestehen bleiben sollten, zugleich aber die Laufzeit um durchschnittlich 12 Jahre verlängert werden sollte. Ältere, d. h. vor 1980 in Betrieb genommene Kraftwerke erhielten eine zusätzliche Laufzeit von 8 Jahren, während nach diesem Stichdatum ans Netz gegangene Kraftwerke 14 Jahre länger betrieben werden durften, womit einzelne Kraftwerke eine Gesamtbetriebsdauer von über 50 Jahren erreichen würden. Insgesamt wurden bei der Einigung im September 2010 200 zusätzliche Reaktorbetriebsjahre vereinbart und der endgültige Atomausstieg auf Ende der 2030er Jahre hinausgeschoben.
Die Laufzeitverlängerung stieß auf massive Kritik, in der Öffentlichkeit wurde sie als Affront empfunden und von weiten Teilen der Gesellschaft abgelehnt. Insbesondere die Begründung der Laufzeitverlängerung wird in der wissenschaftlichen Literatur als unzureichend angesehen. Nach Joachim Radkau und Lothar Hahn wurde weder ersichtlich, wie der Übergang hin zu erneuerbaren Energien erfolgen sollte, noch wurde dargelegt, inwiefern der vereinbarte Zeitraum sinnvoll bzw. erforderlich sei. Zudem habe u. a. eine nachvollziehbare sicherheitstechnische Begründung für die unterschiedliche Mehrlaufzeiten für neue und alte Kernkraftwerke gefehlt, während zugleich das Problem der Nachrüstung der Kernkraftwerke durch neuere Sicherheitssysteme nicht ernsthaft angegangen worden sei. Sie kommen daher zu dem Fazit, „dass der Laufzeitverlängerung jegliche schlüssige energiewirtschaftliche Begründung und sicherheitstechnische Rechtfertigung fehlte, sie vielmehr nur politisch ‚ausgehandelt‘ worden war und daher Aspekte des Willkürlichen aufwies“.

#### Fukushima und erneute Wende
Am 11. März 2011 ereignete sich in Japan die Nuklearkatastrophe von Fukushima, eine mit der höchsten INES-Stufe 7 bewertete Unfallserie, bei der insgesamt 4 Reaktoren des Kernkraftwerk Fukushima Daiichi zerstört und große Mengen Radioaktivität in die Umwelt freigesetzt wurden. Durch die sich damit ergebenden Druck auf die Regierung kam es zu einer erneuten Wende in der Energiepolitik: Bereits 3 Tage nach Beginn der Katastrophe gab die deutsche Bundesregierung ein dreimonatiges Atom-Moratorium bekannt und am 6. Juni 2011 dann den Atomausstieg bis zum Jahr 2022.
Am 30. Juni 2011 beschloss der Bundestag in namentlicher Abstimmung mit großer Mehrheit von 513 zu 79 Stimmen und mit den Stimmen von CDU/CSU, SPD, FDP und Grünen das „13. Gesetz zur Änderung des Atomgesetzes“, das die Beendigung der Kernenergienutzung regelt. Insbesondere erlosch die Betriebsgenehmigung für acht Kernkraftsblöcke in Deutschland; die Laufzeit der übrigen neun Blöcke ist zeitlich gestaffelt: die Abschaltung der letzten Kernkraftwerke ist für 2022 vorgesehen. Damit kehrte Deutschland de facto zum Status quo zurück, der im Jahr 2000 unter Rot-Grün vereinbart worden war. Gegenüber dem rot-grünen Atomausstieg kam es zu einem Mehr an 8 Reaktorbetriebsjahren, auch das Jahr des endgültigen Atomausstiegs blieb mit 2022 gleich.
Trotz der großen Mehrheit hatte es im Vorfeld der Rücknahme der Laufzeitverlängerung zum Teil scharfe Kritik von Wirtschaftspolitikern gegeben. Kritisch äußerten sich u. a. Außenminister Guido Westerwelle und der ehemalige CSU-Vorsitzende Erwin Huber und Helmut Kohl, während Wirtschaftsminister Rainer Brüderle den Deutschen Hysterie vorwarf. Die Bevölkerung stand jedoch mit großer Mehrheit hinter dem Vorhaben. Im September 2011 bezeichneten in einer repräsentativen Umfrage 80 % der Deutschen den zuvor erfolgten Atomausstieg als richtig, während ihn nur 8 % ablehnten. 12 % zeigten sich unentschieden. Diese Zahlen wurden in weiteren Umfragen bestätigt. Im Juni 2013 – drei Monate vor der Bundestagswahl 2013 – erklärten in einer repräsentativen Umfrage im Auftrag der Verbraucherzentrale 82 % der Bürger, sie fänden die Ziele der Energiewende „völlig richtig“ oder „eher richtig“. 45 % fanden das Tempo des Ausbaus der erneuerbaren Energien „zu langsam“ und 26 % „gerade richtig“.
Die Internationale Energieagentur (IEA) bezeichnete die deutsche Energiepolitik in ihrem Länderbericht „Deutschland 2013“ als fortschrittlich und gab ihre Bedenken gegenüber dem nationalen Atomausstieg auf. Die Bundesrepublik sei „auf dem richtigen Weg“. Als eines von wenigen Länder reduziere Deutschland seine CO2-Emissionen. Bedenklich sei allerdings die klimaschädliche Renaissance von Kohle als Energielieferant. Umso wichtiger seien der Ausbau der erneuerbaren Energien und die Kostensenkungen bei ihren Technologien, wofür sich insbesondere das Erneuerbare-Energien-Gesetz als erfolgreiches Instrument erweise. Dort müsse perspektivisch nachgesteuert werden, um die Synchronisierung des Ausbaus mit der Infrastruktur voranzutreiben. Für die nächsten Jahre seien Versorgungssicherheit und ausreichende Erzeugungskapazitäten gewährleistet. Die IEA kritisierte die starke Strompreissteigerung; sie mahnte die Regierung, „die Kosten, aber auch die Vorteile“ gerecht und transparent zu verteilen und sozialen Ausgleich zu schaffen, um die Verbraucher zu entlasten und die Akzeptanz für die Energiewende zu erhalten. Eine optimale Marktentwicklung sei auf die Balance zwischen Nachhaltigkeit, Wettbewerbsfähigkeit und Kosteneffizienz angewiesen. Auch die Weltbank sieht die Energiewende positiv. Im Juni 2013 erklärte Weltbank-Präsident Jim Yong Kim mit Hinweis auf die Energiewende, Deutschland sei eine Führungskraft, wenn es darum gehe, Wirtschaftswachstum vom Schadstoffausstoß zu entkoppeln sowie Klimawandel erfolgreich zu bekämpfen.
Bereits seit einigen Jahren wird weltweit die Forschung und Erprobung verschiedener Energiewende-Technologien vorangetrieben. Neben der Verbesserung von Erneuerbare-Energien-Anlagen, der Energieeffizienz und der Energieeinsparung werden insbesondere viele Forschungs- und Demonstrationsprojekte für Energiespeicher vorangetrieben. Hierbei wird nach Möglichkeiten gesucht, kostengünstig und mit gutem Wirkungsgrad Strom auf unterschiedlichen Zeitskalen zentral oder dezentral zu speichern. Erste Batterie-Speicherkraftwerke und Power-to-Gas-Anlagen zur Speicherung von Strom im Erdgasnetz wurden bereits errichtet. Zudem existieren Pläne für unterirdische Pumpspeicherkraftwerke in ehemaligen Bergwerken und Druckluftspeicherkraftwerke, z. B. in Staßfurt. Auch unterschiedliche Wärmespeicher, sowohl mobile als auch stationäre Langzeit- und Kurzzeitspeicher, werden zunehmend in der Praxis erprobt. Im Solarbereich gewinnt hingegen der Eigenverbrauch von Solarstrom an Bedeutung.

#### Politische Debatte
Die deutsche Energiewende gilt als herausragendstes nationales Projekt Deutschlands. Deutschland zählt zu den Staaten, die weltweit die ambitioniertesten Ziele beim Übergang zu einer nachhaltigen Energieversorgung verfolgen. Die öffentliche Debatte über die Energiewende im Allgemeinen als auch ihre konkrete Ausgestaltung ist jedoch in hohem Maße politisiert und ist oft ideologisch motiviert oder von Eigennutz getrieben. Zentrale Aspekte der Debatte über die Energiewende, die insbesondere nach dem zweiten Atomausstieg 2011 z. T. stark diskutiert wurden bzw. werden, sind die Versorgungssicherheit, die Kosten der Energiewende sowie die Verteilung der Kosten zwischen Bürgern und Industrie.
Im Januar 2012 warnten mehr als dreißig führende Energieforscher Deutschlands in einem offenen Brief vor dem Scheitern der Energiewende in Deutschland. In diesem Schreiben – adressiert an Bundeskanzlerin Angela Merkel, den damaligen Wirtschaftsminister Philipp Rösler und Umweltminister Norbert Röttgen sowie an die Mitglieder des Umwelt- und des Wirtschaftsausschusses des Bundestages – heißt es, das Vorhaben werde nur bei einer „dauerhaften Senkung des Energiebedarfs gelingen“. Überall dort, wo es wirkungsvolle Instrumente zu entwickeln gelte, um den Energieverbrauch zu senken, seien die konkreten Signale bisher „zwiespältig“. Die Forscher fordern, „die Bremsen zu lösen und in allen Handlungsfeldern eine Energieeinsparpolitik zu gestalten, die den selbst gesetzten ambitionierten Regierungszielen gerecht wird“.
In der Wirtschaft wird das Thema Energiewende ambivalent betrachtet. Unternehmen wie beispielsweise Siemens und Münchener Rück, Hersteller der EE-Branche und größere Teile des Handwerks sehen Vorteile der Energiewende. Im April 2012 bezeichnete Hildegard Müller, die Hauptgeschäftsführerin des BdEW (Bundesverband der Energie- und Wasserwirtschaft) die Energiewende als „unumkehrbar“ („Es geht nicht mehr darum, ob, sondern wie sie umgesetzt werden wird.“). Zugleich forderte Müller von der Politik geeignete(re) Rahmenbedingungen für die Transformation der Energiemärkte.
Im März 2013 teilte das Bundesumweltministerium mit, dass Deutschland voraussichtlich seine Klimaschutzziele bis 2020 verfehlen wird. Ziel war eine Minderung der Treibhausgasemissionen um 40 Prozent; erwartet werde nun eine Reduktion zwischen 33 und 35 Prozent, je nach Wirtschaftsentwicklung. Ursache hierfür sei der derzeit nicht funktionierende EU-Emissionshandel. Durch ein massives Überangebot an Zertifikaten (Stand März 2013) liegt deren Preis bei einem Bruchteil des ursprünglich vorgesehenen Niveaus, wodurch es für Unternehmen kaum Anreize gibt, in emissionsarme Technologien zu investieren. Eine Reform des Emissionshandels, die die Europäische Kommission sowie Minister Altmaier für dringend notwendig halten, lehnte der damalige Wirtschaftsminister Philipp Rösler strikt ab. Das deutsche 40-Prozent-Emissionsminderungsziel ist jedoch lediglich als ein politisches Ziel zu verstehen; die rechtsverbindlichen Vorgaben für Deutschland im Rahmen des EU-Rechts betragen nur 31 bis 35 Prozent. Vielfach wird deshalb gefordert, ein verbindliches nationales Klimaschutzgesetz zu verabschieden.

##### Debatte um Versorgungssicherheit
Infolge des Atomausstiegs entbrannte eine öffentliche Debatte über die Versorgungssicherheit in Deutschland, wobei die Gefahr eines Stromausfalles aufgrund nicht ausreichender Erzeugungskapazitäten in Süddeutschland betont wurde (zum Verlauf der Debatte siehe hier). Mit einer durchschnittlichen Nichtverfügbarkeit von Strom von 15,91 Minuten für Endverbraucher war Deutschland im Jahr 2012 das Land mit der höchsten Versorgungssicherheit. Um diese weiterhin trotz Ausbaus fluktuierender erneuerbarer Energien und der Abschaltung konventioneller Kraftwerke gewährleisten zu können, sind jedoch zunehmend Flexibilisierungsmaßnahmen wie z. B. Netzausbau, Lastmanagement sowie Speicherausbau notwendig.
Seit Jahresende 2012 müssen Übertragungsnetzbetreiber und Bundesnetzagentur frühzeitig und verbindlich über die geplanten Stilllegungen von Kraftwerken informiert werden und die endgültige Stilllegung systemrelevanter Kraftwerke kann gegen Bezahlung abgewendet werden. Hinzu kommt, dass ab 2013 die Bundesnetzagentur den Bedarf an Erzeugungskapazität für eine Netzreserve ermitteln und diese dann beschaffen soll. Für den Winter 2011/2012 wurde mit österreichischen Stromkonzernen vereinbart, Kraftwerkskapazitäten bereitzuhalten, um notfalls aushelfen zu können (siehe auch Kaltreserve). Eine weitere Maßnahme war der Beschluss eines Netzentwicklungsplans, in dem der Ausbaubedarf des deutschen Strom- und Gasnetzes in den nächsten 10 Jahren aufgestellt wurde. Unter anderem sind dabei vier große sogenannte „Stromautobahnen“ geplant, wobei bei Zweien eine Teilverkabelung in HGÜ-Technik zulässig ist. In der öffentlichen und politischen Diskussion wird die Notwendigkeit von zwei dieser Stromtrassen, des Südostlink und des Suedlink, kontrovers diskutiert.
Obwohl im Jahr 2012 acht Kernkraftwerke weniger in Betrieb waren, verzeichnete Deutschland einen neuen Rekordstromexport. Sogar in der strengen Frostperiode des Winters 2011/2012, die als der erste große Testfall der Stromnetzstabilität angesehen wurde, blieb Deutschland während der Tagesspitzenlast zumeist Netto-Stromexporteur. Im Tagesschnitt wurden 150–170 GWh Strom vor allem nach Frankreich exportiert, das aufgrund seiner vielen mit Strom beheizten Wohnungen eine stark erhöhte Stromnachfrage hatte. Dies entspricht der Produktionsmenge von fünf bis sechs großen Kernreaktoren. Nach Angaben des Statistischen Bundesamts wurden im gesamten Jahr 2012 66,6 TWh elektrische Energie exportiert, importiert wurden 43,8 TWh, was einen Exportüberschuss von 22,8 TWh bedeutet (entspricht etwas weniger als 4 Prozent der Nettostromerzeugung). Der Exportüberschuss wuchs dabei gegenüber dem Vorjahr auf das Vierfache und erreichte den höchsten Stand der vergangenen vier Jahre. Mit der Stromausfuhr wurden 3,7 Mrd. Euro eingenommen, für die Einfuhr mussten 2,3 Mrd. Euro aufgewendet werden, so dass Deutschland einen Exportüberschuss von 1,4 Mrd. Euro erzielen konnte. Damit betrug der Wert der ausgeführten elektrischen Energie 5,56 ct/kWh, während der Wert der importierten elektrischen Energie mit 5,25 ct/kWh etwas niedriger lag. Die Entwicklung der deutschen Stromhandelsbilanz wird im Artikel Energiemarkt ausführlich dargestellt. Der Grund hierfür ist, dass Frankreich während Zeiten niedrigen Strombedarfs viel elektrische Energie zu dann niedrigen Preisen exportiert, um seinen v. a. aus in der Grundlast laufenden Kernkraftwerken bestehenden Kraftwerkspark nicht drosseln zu müssen. Deutschland exportiert dagegen v. a. zu Zeiten höheren Strombedarfs, also während Mittel- und Spitzenlast, wenn die Strompreise für gewöhnlich höher liegen. Auch 2013 lag der Durchschnittspreis exportierten Stroms oberhalb des Preises importierten Stroms.
Treffen hohes Angebot und niedrige Nachfrage zusammen, kann es an der Strombörse zu negativen Strompreisen kommen, was bedeutet, dass während bestimmter Stunden die Stromkäufer für die Abnahme von Strom bezahlt werden. Im ersten Halbjahr 2013 waren das 36 von insgesamt 4380 Stunden. Dies passierte während der sonnigen Jahreszeit häufig am Vor- oder Nachmittag und in der dunklen Jahreszeit häufig in der Nacht. Einen negativen Strompreis gab es beispielsweise am Sonntag, dem 16. Juni 2013, um 15 Uhr und am ersten Weihnachtsfeiertag 2012 um vier Uhr morgens. Der negative Strompreis kommt nicht unerwartet zustande, da die Wettervorhersage recht genaue Vorhersagen für den Energiehandel zur Verfügung stellt, so eine Windleistungsvorhersage für kurze Zeiträume von einigen Minuten bis zu zwei Tagen und eine Mittelfristvorhersage für bis zu acht Tagen.
Im Zuge der Energiewende in Deutschland wird zudem diskutiert, ob wegen des Atomausstiegs in Süddeutschland Kraftwerke mit gesicherter Leistung neu gebaut werden sollen. Dies widerspräche dem Ziel, den Kohlendioxid-Ausstoß zu senken. So wird insbesondere die Abschaltung von Kernkraftwerken in Süddeutschland sowie die unzureichende Netzsituation als Argument für den Neubau von Gaskraftwerken im Süden Deutschlands angeführt. Diese sollen als Brücke dienen, bis genügend Speicher errichtet und die Stromnetze ertüchtigt sind. Die Erhöhung des Anteils von Strom aus Gaskraftwerken, wie sie teilweise für einen Übergangszeitraum als Backup gefordert werden, kann vorübergehend die Abhängigkeit von ausländischen Gaslieferanten, insbesondere Russland, erhöhen. Diese könnte durch Förderung deutschen Erdgases vermindert werden, die jedoch wegen des in diesem Zusammenhang notwendigen Frackings politisch nur sehr schwer durchsetzbar ist. Allerdings werden auch bisher mit Ausnahme von Braunkohle auch alle weiteren Primärenergieträger (Steinkohle, Uran, Erdöl) weitestgehend nach Deutschland importiert; so stammen beispielsweise auch 23 % der in Deutschland verbrauchten Steinkohle aus Russland. Umstritten ist, inwiefern diese neuen Back-Up-Kraftwerke überhaupt nötig sind oder ob sich die wegfallende Leistung in Süddeutschland durch andere Maßnahmen, insbesondere dem Ausbau von Stromnetzen und Speichern, kompensieren lässt. Dies gilt vor allem vor dem Hintergrund, dass derzeit europaweit Überkapazität an konventionellen Kraftwerken herrscht.
Im Juli 2013 warnten sowohl die EU als auch das Umweltbundesamt vor Panikmache durch Energiekonzerne. Diese hatten zuvor angekündigt, aufgrund der gesunkenen Börsenstrompreise in großem Stil konventionelle Kraftwerke stilllegen zu wollen, wodurch Stromausfälle drohten. Die EU hält derartige Drohungen für „absichtlich übertrieben“. Diese Ankündigungen würden bewusst von Energiekonzernen gestreut, um über politischen Druck auf Regierungen die Schaffung von Kapazitätsmärkten voranzutreiben. Auf diese Weise könnten Stromkonzerne Subventionen für den Weiterbetrieb von konventionellen Kraftwerken erlangen, obwohl diese nicht notwendig seien. Es bestehe „das Risiko, dass Firmen ihre Intention, Kapazitäten zu schließen, absichtlich übertreiben, um zusätzliche Umsätze zu machen“.

##### Kostendebatte
Seit im Herbst 2012 bekannt wurde, dass der Strompreis – unter anderem wegen einer zum 1. Januar 2013 stark steigenden EEG-Umlage – steigen würde, ist das EEG verstärkt in der Diskussion. Unter anderem wurde eine Deckelung der EEG-Umlage und/oder der jährlich geförderten Neubaumenge gefordert.
Bundespräsident Joachim Gauck warnte am 5. Juni 2012 davor, dass die Energiewende nicht „allein mit planwirtschaftlichen Verordnungen“ gelänge und „wohl auch nicht mit einem Übermaß an Subventionen“, sondern vielmehr mit „überzeugenden Innovationen und im fairen Wettbewerb“. Deshalb sei es notwendig, „einen verlässlichen politischen Rahmen zu setzen“, so dass „Schädliches vermieden und Gewünschtes erreicht wird. Marktwirtschaftliche, wachstumsfreundliche Umweltpolitik“ heiße für ihn, „dass Kosten für Umweltbelastungen und Umweltrisiken den Verursachern in Rechnung gestellt werden und nicht den Steuerzahlern. Und dass umweltfreundliche Produktion sich für Unternehmen im Wettbewerb auszahlt.“ Zugleich warnte Gauck davor, die Kosten für die Umweltpolitik nachfolgenden Generationen aufzubürden, da eine solche Haltung „schlicht verantwortungslos“ wäre. Ebenfalls mahnte er, dass sich auf der Erde jedes Leben „im Einklang mit der Natur entfalten“ könne, deshalb sei langfristig „ökonomisch nur sinnvoll, was ökologisch vernünftig“ sei.
Kritiker monierten, dass die Finanzierung der Energiewende in Deutschland ungleich verteilt ist. Arme Haushalte zahlten laut einer Studie des IdW (Institut der deutschen Wirtschaft) gemessen an ihrem Vermögen bis zu zehnmal so viel für die Subvention von erneuerbaren Energien als reiche. Zudem sind (Stand Juni 2012) energieintensive Unternehmen von der Umlage weitgehend befreit, sodass laut Bundesnetzagentur Großunternehmen, die zusammen 18 % des deutschen Stroms verbrauchen, nur 0,3 % der Umlage tragen müssen. Die meisten Kleinunternehmen und Mittelständler sind dagegen nicht befreit. Die EU-Kommission sah darin eine Art von Subvention(ierung) für Großunternehmen zulasten von Kleinunternehmen und Privatverbrauchern und leitete im Juni 2012 ein Beihilfeverfahren ein.
Auch wurde kritisiert, dass die schwarz-gelbe Regierung durch eine starke Ausweitung der Ausnahmen für die Industrie die Kosten für die Energiewende auf immer weniger Schultern (insbesondere Kleinunternehmen sowie Privatbürger) verteilt. Beispielsweise wurde die Schwelle, ab der Ausnahmeregelungen für Unternehmen greifen, von 10 GWh pro Jahr auf 1 GWh reduziert, entsprechend dem Stromverbrauch von rund 250 Haushalten. Infolgedessen stieg die Zahl der Unternehmen, die die Ausnahmeregelung beantragten, von 813 im Jahr 2011 auf 2.023 alleine bis September 2012 an, 2006 waren es erst etwa 400 Unternehmen gewesen. Für 2013 rechnet das Bundesumweltministerium infolge der Ausweitung der Sonderregelungen mit rund 5.000 Unternehmen, die eine Befreiung von der EEG-Umlage beantragen.

### Große Koalition (2013–2018, 2018–2021) – Verlangsamung der Energiewende
Nach der Bundestagswahl bildeten Union und SPD eine große Koalition (Kabinett Merkel III); die meisten Zuständigkeiten für die Energiewende sind seitdem im Bundeswirtschaftsministerium unter Sigmar Gabriel (SPD) gebündelt. Durch Minister Gabriel wurde eine EEG-Reform vorangetrieben, deren Ziel maßgeblich eine gerechtere Verteilung der Kosten war. Im Vorfeld war insbesondere Kritik an Ausnahmeregelungen für die Industrie laut geworden, nachdem die Zahl der von der EEG-Umlage befreiten Unternehmen durch eine von der schwarz-gelben Regierung beschlossene Gesetzesänderung von 753 im Jahr 2012 auf 2.098 im Jahr 2014 gestiegen war und sich die Entlastung von 2,5 auf 5 Mrd. Euro erhöht hatte. Daraufhin kündigte Gabriel eine Reduzierung um rund 500 Unternehmen an; ein Ziel, das nicht erreicht wurde. Stattdessen stieg die Zahl der befreiten Unternehmen im Jahr 2015 um knapp 100 Unternehmen auf insgesamt 2.180, was einen neuen Höchststand bedeutet. Parallel damit stieg die von der EEG-Umlage befreite Strommenge auf 110 Mrd. kWh, während die sich dadurch ergebende zusätzliche Belastung für nichtbefreite Unternehmen und Haushalte auf einen neuen Höchstwert von 1,37 ct/kWh anstieg. Insgesamt können 219 von 246 Branchen der Wirtschaft Ausnahmen von der EEG-Umlage beantragen. Zum Juli 2015 wurde die Anzahl der Branchen, die Ausnahmegenehmigungen beantragen können, erneut erweitert.
Im Juli 2013 kritisierte der VWL-Professor Justus Haucap (bis 2012 Vorsitzender der Monopolkommission) die hohen Kosten der Energiewende. Man könnte diese viel günstiger haben, wenn man mehr Wettbewerb nutzen würde. Es sei ordnungspolitisch das beste, allein den CO2-Handel wirken zu lassen. Wenn das nicht erreichbar sei, sollten erneuerbare Energien mittels eines Grünstrom-Quotenmodells technologieneutral gefördert werden. Dem widerspricht Felix Ekardt und macht außerdem geltend, dass die Kostendebatte viele Aspekte vergesse, etwa die drohenden langfristigen Kosten des Klimawandels und die drohenden Preissteigerungen bei den fossilen Brennstoffen.
Im Februar 2013 äußerte der Rat für Nachhaltige Entwicklung der Bundesregierung, dass es eine Schieflage in der Strompreisdebatte gebe. Obwohl die Energiewende nur für einen Teil der Strompreissteigerungen verantwortlich sei, werde oft sie alleine dafür verantwortlich gemacht. Zudem mache die Stromrechnung weiterhin nur zwei bis drei Prozent der Kosten eines Durchschnittshaushalts bzw. 21 % der Gesamtenergiekosten aus – aber 37 % für Transport (Benzin/Diesel) und 42 % für Wärme. Während die Wärmekosten seit 2007 um 46,7 % gestiegen seien, habe sich der Strom nur um 29 % verteuert; der Anstieg der Wärmekosten werde jedoch im Gegensatz zu den Stromkosten in der Energiekostendebatte nicht thematisiert. Um den weiteren Ausbau der erneuerbaren Energien systemverträglich gestalten zu können, müsse das EEG weiterentwickelt werden, Ausnahmen für die Industrie überprüft werden und zudem auf europäischer Ebene Korrekturen am EU-Emissionshandel durchgeführt werden.
Zudem wird im Rahmen der Energiewende auch die Besteuerung und gesellschaftliche Verteilung von wirtschaftlichen Gewinnen aus der Stromerzeugung und verwandten Dienstleistungen diskutiert.
Im Oktober 2014 wurden die europaweiten Überkapazitäten mit mindestens 100 GW angegeben, wovon etwa 60 GW in dem für Deutschland maßgeblichen Netzgebiet liegen. Es wird daher auf Jahre mit Überkapazitäten im Strommarkt gerechnet. Für Deutschland selbst werden die Überkapazitäten auf circa 10 GW beziffert.
Die Deutsche Energie-Agentur (dena) schätzte 2018 in ihrer Leitstudie die Mehrkosten (verteilt auf drei Jahrzehnte) für die Umstellung auf ein klimagerechtes Energiesystem in Deutschland bis 2050 entsprechend der Beschlusslage der Bundesregierung je nach Szenario auf Werte zwischen 1200 Mrd. Euro (bei Reduktion der Treibhausgasemissionen um 80 % gegenüber 1990 und Technologiemix) bis 2200 Mrd. Euro (bei 95 %, vorwiegend strombasiert). Diese Kosten betreffen Investitionen in Gebäudesanierungen und Heizungen, neue Fahrzeuge und Verkehrsinfrastrukturen wie Ladesäulen sowie in Kraftwerke, Power-to-XAnlagen und Erneuerbare-Energien-Anlagen. Hinzukommen könnten (je nach Technologie) Kosten für erhöhte Aufwendungen beim Stromnetzausbau in Höhe von 80 bis 110 Mrd. Euro auf Übertragungsnetzebene sowie 140 bis 250 Mrd. Euro auf Verteilnetzebene. Das Fraunhofer-Institut für Solare Energiesysteme ISE schätzte 2020 die Mehraufwendungen für den Klimaschutz in Deutschland (Reduktion der Treibhausgasemissionen um 95 % bis 2050) auf Werte zwischen 440 Mrd. und 2330 Mrd. Euro je nach Szenario („Suffizienz“, „Referenz“, „Inakzeptanz“, „Beharrung“).
Anfang März 2021 wurde der Streit um die Entschädigungen wegen des vorzeitigen Atomausstiegs zwischen der Bundesregierung (Kabinett Merkel IV) und den Betreibern der Atomkraftwerke RWE, Vattenfall, E.ON und EnBW beigelegt. Den Steuerzahler kostete der vorzeitige Ausstieg 2,43 Milliarden Euro an Entschädigung. Der Atomkonsens der Rot-grünen Koalition hätte bei längerer Laufzeit der Kernkraftwerke keine Entschädigung bedeutet und eine frühere Abschaltung älterer Kohlekraftwerke ermöglicht.

### Ampelregierung (seit 2021) – Gaspreiskrise und Beschleunigung der Energiewende

#### Entwicklung der erneuerbaren Energien
Im Stromsektor ergab sich 2023 folgende Situation: Im Jahr 2023 lieferten erneuerbare Energien in Deutschland 260,7 TWh elektrische Energie, 7,2 % mehr als im Jahr 2022. Damit lag der Anteil am Strommix bei 56,9 %. Wird auch die Eigenstromproduktion der Industrie berücksichtigt, liegt der Anteil bei 54,9 %. Wichtigster Lieferant war die Windenergie mit ca. 140 TWh, gefolgt von der Solarenergie mit ca. 60 TWh, Biomasse mit ca. 42 TWh und Wasserkraft mit knapp 20 TWh. Die gesamte Nachfrage im Stromnetz lag bei 457 TWh. Bei Berücksichtigung aller Energieträger war die Windenergie ebenfalls die wichtigste Stromquelle, gefolgt von Braunkohle, Solarenergie, Erdgas, Biomasse, Steinkohle, Wasserkraft und Kernenergie. Verglichen mit 2022 gab es teils große Verschiebungen im Strommix, insbesondere bei Windenergie, Kohle und Kernenergie. Die Windstromerzeugung stieg um ca. 17,3 TWh an, während Braunkohlekraftwerke 28,4 TWh und Steinkohlekraftwerke 19,3 TWh deutlich weniger Strom erzeugten. Mit 77,5 TWh fiel die Stromerzeugung aus Braunkohle auf das Niveau des Jahres 1963, während Steinkohle so wenig Strom erzeugte wie zuletzt 1955. Die Stromerzeugung aus Kernenergie sank mit dem am 15. April 2023 endgültig vollzogenen Atomausstieg um 26,1 TWh auf 6,7 TWh. Gaskraftwerke lieferten 45,8 TWh für die öffentliche Stromerzeugung plus weitere 29,6 TWh für den industriellen Eigenverbrauch, womit die Stromerzeugung aus Gas gegenüber 2022 minimal um 1,1 TWh sank. Diese teils großen Veränderungen im Strommix sind auf die Sondersituation im Jahr 2022 zurückzuführen, wo infolge des Ausfalls vieler französischer Atomkraftwerke und hoher Gaspreise Kohlekraftwerke einsprangen. Mit der Normalisierung im Jahr 2023 kam es damit zu einem massiven Rückgang der Kohlestromproduktion. Durch die im Sommer 2023 niedrigen Strompreise importierte Deutschland auch mehr Strom aus dem Ausland, statt eigene Kohlekraftwerke zu nutzen, wodurch erstmals seit längerer Zeit wieder ein Importüberschuss von ca. 11,7 TWh erzielt wurde. Die meisten Importe kamen dabei aus Dänemark (10,7 TWh), Norwegen (4,6 TWh) und Schweden (2,9 TWh). Zudem sank der Stromverbrauch 2023 gegenüber dem Vorjahr um ca. 26 TWh, was wahrscheinlich auf die höheren Strompreise sowie den höheren Photovoltaik-Eigenverbauch zurückzuführen ist. Die Kohlendioxid-Emissionen des Stromsektors lagen 2023 nach vorläufiger Schätzung bei 179 Mio. Tonnen und damit so niedrig wie nie zuvor in der Geschichte der Bundesrepublik. 1990 betrugen sie noch 366 Mio. Tonnen, wobei der größte Teil dieser Emissionsreduktion seit 2014 festzustellen ist.
Die Agora-Energiewende-Jahresauswertung ergab allerdings, dass nur 15 Prozent der 2023 erzielten Einsparung von CO2-Emissionen sich als langfristige Einsparungen ansehen lassen.
- Nur sechs Mio. Tonnen CO2 sparte die zunehmende Erzeugung durch Erneuerbare-Energien-Anlagen ein. Drei Mio. Tonnen weniger CO2-Emissionen waren außerdem die Folge weiterer langfristiger Emissionsminderungen.
- Drei Mio. Tonnen Einsparung bei den Haushalten waren Folge der milderen Witterung und des Energiesparens in Privathaushalten, die wahrscheinlich gleichermaßen eine Folge besserer Energieeffizienz, aber eben auch der Inflation und daher des ungewollten Zwangs zu sparen war. Dasselbe gilt für drei Mio. Tonnen reduzierten CO2-Ausstoßes infolge eines geringeren Stromverbrauchs in allen Lebens- und Wirtschaftsbereichen außerhalb der Industrie.
- Eine Verringerung der Tierbestände brachte eine Minderung um eine Mio. Tonnen CO2-Äquivalente.
- 17 Mio. Tonnen CO2-Einsparung waren direkt und alleine dem Produktionsrückgang aufgrund der Rezession zuzurechnen.
- Acht Mio. Tonnen verursachte der geringere Stromverbrauch der Industrie, und drei Mio. Tonnen wurden beim LKW-Verkehr eingespart. Beide Faktoren sind laut Agora teils durch den wirtschaftlichen Abschwung beeinflusst.
- Eine Einsparung von 26 Mio. Tonnen verursachte der EU-Stromhandel.

#### Diskussion um Stilllegung der letzten Kernkraftwerke
Mit dem russischen Überfall auf die Ukraine seit 2022 kam es zu einer erneuten Debatte über den Atomausstieg.
CDU/CSU und FDP forderten 2022 mit Verweis auf den Ukrainekrieg Weiterbetrieb der zu diesem Zeitpunkt noch in Betrieb befindlichen drei Kernkraftwerke. Die Physik-Nobelpreisträger Klaus von Klitzing und Steven Chu sowie die Klimaforscher James Hansen und Kerry Emanuel und weitere Unterstützer rieten Bundeskanzler Olaf Scholz (SPD) am 14. April 2023 in einem offenen Brief, dass die Kernenergie in Deutschland klar ersichtlich zur Linderung der Energiekrise und dem Erreichen der deutschen Klimaziele beitragen kann. Die drei letzten Reaktoren in Deutschland mit ihrer Jahresproduktion von zuletzt 32,7 Milliarden Kilowattstunden hatten mehr als zehn Millionen Haushalte in Deutschland mit klimafreundlicher Elektrizität versorgt. Damit könnten auch weiterhin im Vergleich zur Kohlekraft bis zu 30 Millionen Tonnen CO₂ pro Jahr eingespart werden. James Hansen bezeichnete den Ausstieg schon zuvor als Fehler und warnt vor einem damit verbundenen Beitrag zum Artensterben. Deutschland solle stattdessen zuerst die Kohlekraftwerke abschalten.
Nachdem der Cicero erfolgreich auf Einsicht in amtliche Dokumente geklagt hatte, berichtete das Magazin im April 2024, dass wichtige Mitarbeiter von Bundeswirtschaftsminister Robert Habeck und Bundesumweltministerin Steffi Lemke ministeriumsinterne Bedenken gegen einen fristgerechten Atomausstieg unterdrückt hätten. Nach dem Bericht des Cicero hatten zwei Referenten und ein Referatsleiter des Wirtschaftsministeriums am 1. März einen Vermerk gezeichnet in dem eruiert wurde was aus technischer Sicht wünschenswert und möglich wäre. „Es ist heute unklar, ob für den nächsten Winter ausreichend Erdgas eingespeichert werden kann, um einen tagelangen Betrieb von Gaskraftwerken neben dem Verbrauch in der Industrie und zu Wärmeversorgung zu ermöglichen“. Falls dies nicht erreicht werden könne, stehe „zwar ausreichend Kraftwerksleistung zur Verfügung, um die Last zu decken, aber ggf. nicht genug Erdgas um die Kraftwerke zu betreiben.“ „Eine Laufzeitverlängerung der Kernkraftwerke bis zum 31.3. kann helfen, diese Situation zu entschärfen.“ In einer Wetterlage mit klirrender Kälte und wenig Wind, wie sie vor allem im Januar und Februar auftreten könne, „würden die drei derzeit noch in Betrieb befindlichen Kernkraftwerke bis zu 4 GW Gaskraftwerke aus der Merit-Order verdrängen und deren Gasverbrauch entsprechend reduzieren.“ Entsprechend könnten dadurch auch „die Strompreise in vielen Stunden sinken“. Nach Einschätzung der Referenten sei es sogar „äußerst risikoreich, die Stromerzeugung aus Erdgas im nächsten Winter ausschließlich durch die zusätzliche Stromerzeugung aus Reserven und bereits stillgelegten Kohlekraftwerken zu stützen.“ Ein Weiterbetrieb der damals noch laufenden Atomkraftwerke bis zum 31. März 2023 sei unter gewissen Bedingungen „mit der Aufrechterhaltung der nuklearen Sicherheit“ vereinbar. „Eine Laufzeitverlängerung der Kernenergie bis zum 31.3.2023 sollte als Vorsorgemaßnahme weiter geprüft werden, weil sie den Erdgasverbrauch im Stromsektor auf ein Minimum reduzieren kann.“ Laut dem Pressesprecher des Wirtschaftsministers lag der Vermerk nur Staatssekretär Patrick Graichen vor. Die dem Wirtschaftsminister später vorgelegte Version wurde – nach Darstellung durch Cicero – am 4. März auf ein gegenteiliges Fazit umgeschrieben. Auf Basis dieser umgeschriebenen Version entschieden die Minister Habeck und Lemke dann am 7. März 2023 gegen eine Laufzeitverlängerung. Der Blog Volksverpetzer kommentierte, Cicero habe „Dinge dazugedichtet, um einen Skandal zu erfinden“. Cicero ging gerichtlich gegen den Blog vor und verlor vor Gericht.
Nachdem sich die Lage im Sommer u. a. mit dem Anschlag auf die Nord-Stream-Pipelines weiter zugespitzt hatte und die Ampelparteien FDP und Die Grünen in einen heftigen Streit gerieten, hatte Bundeskanzler Olaf Scholz am 17. Oktober 2022 von seiner Richtlinienkompetenz Gebrauch gemacht und wies den Wirtschaftsminister und die Umweltministerin an, die für ein Gesetzgebungsverfahren erforderlichen Regierungsentwürfe vorzulegen, damit die drei letzten aktiven Atomkraftwerke in Deutschland über den 31. Dezember 2022 hinaus betrieben werden konnten.
Im April 2023 wurden die letzten drei deutschen Reaktoren drei Monate später als ursprünglich geplant vom Netz genommen. Nach Berechnungen einer Gruppe von Ökonomen um Veronika Grimm an der Universität Erlangen-Nürnberg hätte ein Weiterbetrieb der drei Kraftwerke bis 2027 den Strompreis um 8–12 % reduzieren können. Auch der Ökonom Manuel Frondel meint, der Weiterbetrieb hätte sich mildernd auf die Strompreise ausgewirkt, ohne dies konkret zu beziffern. Mathias Mier vom Ifo Institut für Wirtschaftsforschung zufolge hätte der Weiterbetrieb im Jahr 2023 eine Strompreisminderung von 4 % bewirkt, 2024 und 2025 um 2 %.

#### Preiskalkulationen für Strom und Gas
Das Bundeswirtschaftsministerium veröffentlichte auf parlamentarische Anfrage des CSU-Bundestagsabgeordneten Stefan Müller hin die prognostizierten Strom- und Gaspreispfade bis 2042, die der Novelle des Gebäudeenergiegesetzes zugrunde gelegt worden waren:
- Der Strompreis wird demnach eine Tiefstwert von 37 Cent pro kWh in den Jahren 2024 und 2025 erreichen und dann schrittweise steigen auf 40,27 Cent pro kWh im Jahr 2042.
- Der Strompreis für Wärmepumpentarife wird sich bis 2042 in einer Preisspanne zwischen 30 und 34 Cent pro kWh bewegen.
- Der Gaspreis inklusive CO2-Bepreisung wird im Jahr 2024 12,07 Cent pro kWh kosten. Dann würden die Preise nach oben klettern auf bis zu 16,56 Cent pro kWh im Jahr 2040. Danach ginge es bis 2042 leicht nach unten auf 16,53 Cent pro kWh.

Nach Analyse des Bundesrechnungshofs von 2024 sind bislang in der Strompreiskalkulation des Bundeswirtschaftsministeriums die notwendigen Investitionskosten in den Ausbau der Stromnetze von mehr als 460 Mrd. Euro bis 2045 nicht berücksichtigt. Hohe Strompreise seien ein erhebliches Risiko für den Wirtschaftsstandort Deutschland und die Akzeptanz der Energiewende. Die Preise für Strom seien in Deutschland in den vergangenen Jahren kontinuierlich gestiegen, sie gehörten zu den höchsten in der EU und weitere Preissteigerungen seien absehbar. Der Präsident der Industrie und Handelskammer Peter Adrian beklagt, dass die deutschen Strompreise zum Teil vier Mal so hoch sind wie in anderen Ländern.
Bundeswirtschaftsminister Robert Habeck (Grüne) stellte in einem Arbeitspapier im Mai 2023 deutlich fallende Strompreise in Aussicht. Zwar brauche die Industrie bis 2030 noch Zuschüsse. Ab 2030 sei aber eine Zukunft mit „niedrigen erneuerbaren Strompreisen und ohne Subventionen“ vorstellbar. Habeck beruft sich dabei auf niedrige Stromgestehungskosten von Wind- und Solarenergie. Jedoch hat ein Team von Ökonomen der TU Nürnberg und der Friedrich-Alexander-Universität Erlangen-Nürnberg in Kooperation mit Veronika Grimm ermittelt, dass bei Windenergie und Solarenergie die reinen Gestehungskosten weit unter den Kosten liegen, die am Ende von Verbrauchern bezahlt werden müssen. Denn um so verfügbar zu sein wie konventionelle Energie, braucht Wind- und Solarkraft zum Beispiel Speicher oder Reservekraftwerke, die dann aushelfen, wenn aus den Erneuerbaren zu wenig oder zu viel Strom kommt. „Die Investitionskosten dieser Anlagen und ihres Betriebs müssen in die Berechnung der Kosten zur Befriedigung der Nachfrage eingehen“. Statt der bloßen Gestehungskosten seien aus Sicht der Verbraucher die viel höheren Gesamtkosten entscheidend.

#### Bericht des Bundesrechnungshofs 2024
Der Bundesrechnungshof kommt in seinem Sonderbericht zur Umsetzung der Energiewende bei der Stromversorgung zu dem Urteil, dass die im Energiewirtschaftsgesetz vorgegebenen Ziele, wonach die Energieversorgung sicher, bezahlbar und umweltverträglich sein soll, verfehlt werden. Die sichere Versorgung sei gefährdet, der Strom teuer, während die Bundesregierung die Auswirkungen der Energiewende auf Landschaft, Natur und Umwelt nicht umfassend bewerten könne.
Parallel zum Ausbau erneuerbarer Energien werde der Stromverbrauch durch die zunehmende Elektrifizierung der Industrie, der Mobilität und der Gebäudewärme steigen. Die Bundesregierung gehe von einem Anstieg um 33 Prozent auf 750 TWh im Jahr 2030 aus (von 565 TWh im Jahr 2021).
Der Bundesrechnungshof weist darauf hin, dass es somit zu Versorgungslücken kommen kann, weil die Stromerzeugung durch Photovoltaik und Windkraftanlagen starken Schwankungen unterliegt. Der erforderliche Zubau ausreichender gesicherter, steuerbarer Backup-Kapazitäten bis zum Jahr 2030 werde mit der Kraftwerksstrategie des BMWK nicht erreicht, denn die darin vorgesehenen 10 GW H2-ready-Gaskraftwerke (die mit 100 Prozent Wasserstoff betrieben werden können) seien nicht ausreichend. Zudem ist ein erheblicher Ausbau der Stromnetze nötig, damit der Strom auch zu den Verbrauchern kommt. Der Ausbau ist zwar schon lange geplant, der Rückstand hinter der Planung betrage aber mittlerweile sieben Jahre bzw. 6000 km.
Weiter bemerkt der Bundesrechnungshof, dass die Strompreise in Deutschland in den letzten Jahren stetig gestiegen sind und weitere Preissteigerungen absehbar sind. Kritisiert wird, dass die bis zum Jahr 2045 allein für den Ausbau der Stromnetze anfallenden Investitionskosten von mehr als 460 Mrd. Euro vom BMWK bei seiner Darstellung der Kosten für Strom aus erneuerbaren Energien bisher nicht berücksichtigt werden.
Außerdem weist der Bericht auf die Umweltbelastungen infolge des Ausbaus der erneuerbaren Energien hin. Dieser würde knappe Flächen und Ressourcen in Anspruch nehmen und die Biodiversität beeinträchtigen. Die Bundesregierung habe es bis heute versäumt, ein wirksames Ziel- und Monitoringsystem für eine umweltverträgliche Energiewende einzuführen.
Das Bundeswirtschaftsministerium wehrte sich gegen die Vorwürfe des Bundesrechnungshofs, Bundeswirtschaftsminister Habeck bezeichnete die Kritik als nicht nachvollziehbar. Sowohl die Bundesnetzagentur als auch der BDEW wiesen die Aussage der gefährdeten Versorgungssicherheit explizit zurück. Die Bundesnetzagentur betonte, es treffe nicht zu, dass sie in ihren Kalkulationen lediglich auf optimistische „Best Case“-Szenarien setze. Auch der Bundesverband der Energie- und Wasserwirtschaft (BDEW) wies darauf hin, dass in Deutschland Kraftwerke nicht einfach abgeschaltet werden könnten, ohne dass zuvor die Versorgungssicherheit geprüft werde. Experten wiesen auch darauf hin, dass die im Bericht verwendeten Erzeugungsdaten der Erneuerbaren Energien teilweise zu niedrig wiedergegeben waren und er sich in Teilen auf eine EU-Studie berief, die wegen schwerer methodischer Mängel nicht angenommen wurde.
Der Energiemarktexperte Christoph Maurer kritisierte zahlreiche Lücken in der Argumentation des Bundesrechnungshofes. Insgesamt sei er „ein ziemlich redundantes Aufzählen und Summieren bekannter Tatsachen, vorgetragen in sehr scharfer Sprache und mit zahlreichen Lücken in der Argumentation“, der ausschließlich Kosten der Energiewende zusammentrage, ohne dabei aber jedwede Kosten für ein „Weiter-So-Szenario“ mit dem bestehenden fossilen Energiesystem gegenzurechnen, obwohl dieses vermutlich sogar teurer sei. Besonders wenig nachvollziehbar sei die Kritik am Netzausbau, da dieses Problem seit langem bestehe, man nicht binnen zwei Jahre Ampel-Regierung große Mengen neuer Netze bauen könne und zusätzlich die tatsächlichen Fortschritte bei der Genehmigung von Netzprojekten gar nicht erwähnt würden. Der Bericht sei eine wohlfeile Kritik, der „jegliches konstruktive Element fehle“.
Die Süddeutsche Zeitung schrieb der Bericht produziere zwar große Schlagzeilen, der Erkenntnisgewinn sei allerdings gering. So werde als Referenz für den Strompreis das erste Halbjahr 2023 genommen, seitdem habe sich der Preis aber von 41,25 Cent/kWh auf 27,40 Cent/kWh fast halbiert. Es fehle ein Hinweis darauf, „dass der Ausbau der Photovoltaik enorm angezogen hat, dass sich die Windbranche auf Boomjahre vorbereitet und sich beim Netzausbau so viel tut wie seit Jahren nicht.“ Die Zeitung warf dem Rechnungshof vor, er würde sich nicht mit den komplexen finanziellen Herausforderungen beschäftigen und überzogene Unsicherheit schüren.

#### Auswirkung streitbeladener Gesetzesgenese auf Dispositionen der Gebäudeeigentümer
Bedingt durch die holperige Gesetzesgenese zum Gebäudeenergiegesetz und die nach dem Wärmeplanungsgesetz verbindlichen Fristvorgaben für Gemeinden mit mehr als 100.000 Einwohnern bis Ende Juni 2026 bzw. für Gemeinden unter 100.000 Einwohnern bis Ende Juni 2028 eine Wärmeplanung zu erstellen, schieben Gebäudeeigentümer die Entscheidung über den Einbau einer Wärmepumpe auf die Zeit danach auf. Die von der Bundesregierung formulierten Ziele über den Einbau von Wärmepumpen werden absehbar verfehlt. Im Jahr 2023 wurden mehr als 300.000 Wärmepumpen bundesweit eingebaut. Der Absatz von Ölheizungen verdoppelte sich im Vergleich zum Vorjahr auf 112.500 Anlagen; bei den gasbetriebenen Heizungen wurden bis Oktober 2023 694.500 neue Anlagen installiert. Im Jahr 2024 dürften es nach Prognose des Zentralverbandes Sanitär Heizung Klima (ZVSHK) nicht einmal 200.000 Wärmepumpen werden. Die von der Bundesregierung für 2024 angestrebten 500.000 Geräte werden nach Verbandsangaben als „illusorisch, auch im nächsten Jahr“, angesehen.

#### Stellungnahme des Ethikrats zur Klimagerechtigkeit
2024 nahm der Deutsche Ethikrat in einem Bericht erstmals Stellung zur Klimagerechtigkeit und beschäftigte sich mit der Frage nach der fairen Lastenverteilung und der Verantwortung. Der Rat empfahl eine Ausweitung und Intensivierung der CO2-Bepreisung auf Produkte und Dienstleistungen. Für eine faire Gestaltung käme bspw. ein CO2-Preis mit Klimaprämie infrage, welcher das eingenommene Geld zurückverteilt. Zusätzlich könnte auch „eine überproportionale Bepreisung besonders klimaschädlicher Produkte oder Dienstleistungen in Betracht gezogen werden, um sie auch für finanzstarke Personen unattraktiver zu machen“. Der bislang weit verbreitete Fokus auf die individuelle Verantwortung von Einzelpersonen – auch wenn diese eine „individuelle moralische Mitwirkungspflicht“ haben – werde der Lage nicht gerecht. Die Verantwortung der Gestaltung von Maßnahmen liege beim Staat, aber auch Unternehmen und „andere private kollektive Akteure“ müssten stärker in die Pflicht genommen werden.
Drei der 24 Mitglieder des Ethikrats distanzierten sich mit einem Sondervotum von Teilen der Stellungnahme. Sie kritisierten eine nicht ausreichende Berücksichtigung von Innovationen, teils vage Formulierungen und einen „überschießenden und tendenziell illiberalen Moralismus“, da für einzelne Bürger eine moralische Pflicht gesehen werde, sich in der Gesellschaft für Klimaschutz einzusetzen.

#### Stellungnahme Expertenrat
Im Januar 2025 zog der Expertenrat für Klimafragen in seinem Zweijahresgutachten 2024 Bilanz. Demnach reichen die Klimafortschritte nicht, die Klimaziele für 2030 sind gefährdet. Hauptgrund für den Rückgang der Emissionen im Energiesektor seien bisher die höheren Energiepreise und die deshalb schwache Konjunktur. Vor allem der fossile Anteil in den Feldern Verkehr und Gebäude müsse gezielter angegangen werden. Der Expertenrat beziffert die notwendigen Transformationsinvestitionen auf 135 bis 255 Milliarden Euro pro Jahr. Die Frage nach der Finanzierbarkeit müsse bei der Planung und Priorisierung von Klimaschutzmaßnahmen eine zentrale Rolle spielen. Die Bundesregierung solle deshalb in ihrer mehrjährigen Finanz- und Wirtschaftsplanung die erforderlichen hohen Transformationsinvestitionen berücksichtigen, damit vorab geklärt ist, in welchem Umfang und wie sie gestemmt werden können. Zudem müssten die Klimamaßnahmen besser sozial abgefedert werden.

## Gesamtenergiebedarf
Der Endenergieverbrauch ist in Deutschland seit Beginn der 1990er trotz höherer Effizienz kaum gesunken, weil Wirtschaftswachstum und Konsumsteigerungen entgegenwirken.
Der Anteil erneuerbarer Energien am Bruttoendenergieverbrauch stieg von 6,2 % im Jahr 2004 auf 19,2 % im Jahr 2021. Im Jahr 2021 stammten in Deutschland 2021 41,1 % des elektrischen Stroms, 16,5 % der Wärme und 6,8 % der im Verkehr verbrauchten Energie aus erneuerbaren Quellen.

## Sektoren

### Strom
Der CO2-Ausstoß der Stromerzeugung in Deutschland sank von durchschnittlich 860 g je kWh im Jahr 1990 auf 485 g je kWh im Jahr 2021.
Wichtigste erneuerbare Energiequellen waren im Jahr 2021 Onshore-Wind (56,1 GW installierte Leistung, 89,5 TWh Erzeugung), Photovoltaik (59,1 GW installierte Leistung, 48,4 TWh Erzeugung), Biomasse (9,9 GW installierte Leistung, 43 TWh Erzeugung) Offshore-Windkraft (7,8 GW installierte Leistung, 24 TWh Erzeugung) und Wasserkraft (5,4 GW installierte Leistung, 19,4 TWh Erzeugung). Das Potenzial für den Ausbau von Wasserkraft in Deutschland ist weitgehend ausgeschöpft. Der weitere Ausbau konzentriert sich daher auf Photovoltaik (Ausbauziel 2030: 215 GW), Onshore-Wind (Ausbauziel 2030: 115 GW) und Offshore-Wind (Ausbauziel 2030: 30 GW). Bis 2030 soll der Anteil erneuerbarer Energien am Bruttostromverbrauch so auf 80 % steigen. Ende 2023 hatten die deutschen Windkraftwerke eine installierte Gesamtleistung von 69,68 GW (davon 8,54 GW offshore); sie deckten 31 % des Strombedarfes. Zur Entwicklung der deutschen Windleistung und des Anteils am Bedarf siehe die Tabelle „Windenergiestatistik Deutschland“ im Artikel Windenergie in Deutschland.
Zur Sicherung der Netzstabilität sollten bis 2030 bis zu 25 GW an Gaskraftwerken zugebaut oder modernisiert werden. Die Kraftwerke sollen für den Einsatz von Wasserstoff vorbereitet sein. Die installierte Kapazität an Gaskraftwerken würde sich damit annähernd verdoppeln.
Mit Ablauf des 15. April 2023 wurden die letzten drei deutschen Atomreaktoren vom Netz genommen.

### Wärme
Bis 2030 soll die Hälfte der in Deutschland benötigten Wärme klimaneutral erzeugt werden. Stand 2018 lag der Bedarf für Wärme und Kälte in Deutschland bei ca. 1.400 TWh, wobei Prozess- und Klimakälte 2 % ausmachten, Raumwärme 26 %, Prozesswärme 23 % und Warmwassererzeugung 5 %.
Knapp 35 Prozent der gesamten Endenergie werden in Deutschland für Gebäude verbraucht, vor allem für Heizung und Warmwasser.
Fast 20 % der CO2-Emissionen in Deutschland entstehen dabei durch das Heizen von Gebäuden. Die Hälfte aller Wohnungen in Deutschland wird mit Gas beheizt, ein Viertel mit Heizöl, 14 % mit Fernwärme, 5 % mit Stromdirektheizungen und Elektro-Wärmepumpen, 6 % mit Biomasse und sonstigen Wärmeerzeugern. Im Neubau liegt Gas mit 38 % vor Elektro-Wärmepumpen mit 31 % und Fernwärme mit 23 %. 2021 wurden mehr als 410 TWh Erdgas zur Deckung der Wärmenachfrage in Gebäuden verbrannt, etwa 40 % des insgesamt in Deutschland verbrauchten Erdgases. Ab 2024 soll jede neu eingebaute Heizung zu mindestens 65 % mit erneuerbarer Energie betrieben werden. Um das mit dem Klimaschutzgesetz gesteckte Klimaschutzziel zu erreichen, müssen Bestandsgebäude deutlich schneller als bisher (Verdopplung der energetischen Sanierungsrate auf mindestens 2–2,5 %) und auf einen deutlich besseren Standard (im Mittel „Effizienzhaus 55“) saniert werden. Nach Schätzungen des Umweltbundesamts müssen Stand 2021 etwa zwei Drittel des deutschen Gebäudebestands (noch) energetisch saniert werden, um das Ziel des Klimaschutzgesetzes zu erfüllen, dass der Gebäudebestand bis 2045 praktisch klimaneutral ist. Für die Förderung von Sanierungen sollen 2023 zwischen € 13 und 14 Mrd. ausgegeben werden, gegenüber € 8 Mrd. im Jahr 2021 und € 5 Mrd. im Jahr 2020.
Das Potenzial für Tiefengeothermie zur Wärmeerzeugung wird in Deutschland auf bis zu 300 TWh/Jahr bei einer Leistung von 70 GW geschätzt. Damit ließe sich etwa ein Viertel des Wärmebedarfs in Deutschland decken. 2020 lag die Wärmeeinspeisung durch Tiefengeothermie erst bei 1,2 TWh.
Der Bau von Anlagen zur Erzeugung von industrieller Prozesswärme aus erneuerbaren Energien wird finanziell vom Staat bzw. über die KfW gefördert.

### Verkehr
Der Güterverkehr auf der Schiene soll bis 2030 auf einen Anteil von 25 % gegenüber 18 % im Jahr 2020 wachsen, im Personenverkehr ist eine Verdopplung der Kunden bis 2030 geplant. Seit 1. Mai 2023 bietet das Deutschlandticket eine weitgehend unbegrenzte Nutzung des Regionalverkehrs zum monatlichen Festpreis.
Die Zahl der in Deutschland zugelassenen Pkw ist zwischen 2011 und 2021 deutlich schneller gewachsen als die Bevölkerung. Während der Anteil der Haushalte, die mindestens ein Auto besitzen, von 77,9 Prozent (2011) auf 77 Prozent (2021) gesunken ist, stieg der Anteil der Haushalte mit zwei Pkw von 23,4 Prozent auf 27 Prozent, der Anteil der Haushalte mit drei und mehr Autos von 3,7 Prozent auf 6,1 Prozent. Im Jahr 2021 machten reine Elektroautos 13,6 % und Plug-in-Hybride 12,4 % der Neuzulassungen in Deutschland aus und Ende des Jahres jeweils 1,3 % am Gesamtfahrzeugbestand aus, eine Verdopplung gegenüber 2020. Ziel der Bundesregierung ist bis 2030 die Zulassung von insgesamt 15 Millionen Elektroautos, Stand Mitte 2021 waren es 440.000. Im Dezember 2022 erreichte der Bestand die Marke von 1 Mio. Elektroautos.

## Kohleausstieg
Seit dem Atomausstieg und dem Regierungswechsel 2013 verstärken sich Initiativen zu einem schrittweisen Kohleausstieg, um die Klimaschutzziele zu erreichen. Da nach Zielen der Bundesregierung erneuerbare Energien im Jahr 2050 mindestens 80 % der Stromversorgung decken sollen, wird Kohle nur noch zu maximal 20 % am Strommix beteiligt sein. Zugleich muss die Kohleverstromung zurückgefahren werden, um das Ziel einer Reduktion der Treibhausgasemissionen um 80 % bis 2050 zu erreichen. Das Bundesministerium für Wirtschaft und Energie stellte im November 2014 erste Vorschläge und im März 2015 ein Eckpunktepapier vor, das vorsah, alte und ineffiziente Kohlekraftwerke noch vor 2020 abzuschalten. Dies sollte über eine Klimaschutzabgabe erreicht werden.
Am 16. Januar 2020 haben Bund und Länder die Schritte des Braunkohleausstiegs konkretisiert. Hierbei sollen alle Braunkohlekraftwerke bis 2038 abgeschaltet werden. Wenngleich ältere Kraftwerke priorisiert stillgelegt werden sollen, wird der Plan kritisiert, da die Klimaziele durch diesen nicht erreichbar seien. Laut Abschlussbericht der Kohlekommission sollten die Kohlekraftwerke möglichst stetig abgeschaltet werden, doch laut Stilllegungsplan der schwarz-roten Bundesregierung sollen eine große Zahl an Kraftwerken Ende der Zwanzigerjahre und Mitte der Dreißigerjahre abgeschaltet werden.
Forscher des Potsdam-Instituts für Klimafolgenforschung warnen, dass durch den Kohleausstieg der CO2-Ausstoß sogar steigen könnte, wenn begleitend keine ausreichende Kohlenstoffbepreisung eingeführt würde. Ohne eine solche Bepreisung könnte die Nachfrage nach Emissionsberechtigungszertifikaten im europäischen Emissionshandel und damit auch deren Preis sinken, wodurch Stromproduzenten im Ausland mehr der dann billigeren Emissions-Berechtigungen kaufen und so ihren CO2-Ausstoß steigern könnten. Um dies zu vermeiden, müsse ein CO2-Mindestpreis eingeführt werden.

## Forschungsförderung für die Energiewende
Die Forschungsagenda für die Umsetzung der Energiewende in Deutschland wird im 7. Energieforschungsprogramm der Bundesregierung festgehalten. Dabei ist die Förderung von Energieforschung auf drei Ressorts aufgeteilt. Das Bundesministerium für Wirtschaft und Klimaschutz (BMWK) fördert die angewandte Energieforschung, das Bundesministerium für Bildung und Forschung (BMBF) die Energiegrundlagenforschung und das Bundesministerium für Ernährung und Landwirtschaft Forschung im Bereich Bioenergie. Zudem fördert das Bundesministerium für Umwelt, Naturschutz, nukleare Sicherheit und Verbraucherschutz (BMUV) die nukleare Sicherheitsforschung. Weiterhin teilt sich die Energieforschungsförderung in institutionelle Förderung und Projektförderung. In der institutionellen Förderung ist die Helmholtz-Gemeinschaft Deutscher Forschungszentren (HGF) mit Forschung zur Energiewende beauftragt. Bei der institutionellen Förderung fördert der Bund wissenschaftliche Institutionen, die dann zu einem bestimmten Thema forschen sollen. Bei der Projektförderung fördert der Bund einzelne Projekte mit einem festen Forschungsziel in einem festen Zeitrahmen und zumeist mehreren beteiligten Partner-Einrichtungen. Die größten Forschungsprojekte der Bundesregierung zum Thema Energiewende sind die Wasserstoff-Leitprojekte (700 Mio. Euro), die Reallabore für die Energiewende (100 Mio. Euro pro Jahr), die Kopernikus-Projekte (400 Mio. Euro) und die SINTEG-Projekte (200 Mio. Euro). Zusätzlich zur Energieforschung auf Bundesebene gibt es auch auf Landesebene institutionelle Energieforschungs-Förderung und Projektförderung im Bereich Energiewende.